# サントリー1万人の第九
サントリー1万人の第九（サントリーいちまんにんのだいく）は、ベートーヴェンの「交響曲第9番」（第九）の演奏と合唱を主体に構成される音楽興行で、1983年から毎年12月の第1日曜日に大阪城ホールで開催。英語表記は「Suntory Presents Beethoven's 9th with a Cast of 10000」で、「1万人の第九」と銘打っているのは、公演のたびに一般からの公募などによって1万人規模の合唱団を結成していることによる。

## 概要
1983年（昭和58年）に大阪城築城から400年を迎えることを記念すべく、その前年にあたる1982年（昭和57年）に設立したばかりの大阪21世紀協会（現「関西・大阪21世紀協会」）が中核事業として「大阪築城400年まつり」を企画。当該企画への参加催事の一つとして、また当該企画の目玉的存在とされた、大阪城青屋門真向かいの大阪砲兵工廠本館跡地に建設された大阪城国際文化スポーツホール（のちの大阪城ホール）のこけら落としの一環として企画されたことが発端となった。但し、当初は1回限りの単発イヴェントとして企画されている。
クラシック音楽を主として扱う音楽興行としては当時の常識では考えられないほどの巨大規模を誇っていたことに加え、合唱団メンバーの大半を「第九」合唱経験不問にて広く一般公募を行い集まった合唱参加者で占めていたこと、そして会場に居合わせた聴衆もまた合唱に加わったことから、クラシック音楽界はもとより社会的にも話題となった。
当興行の成功は、翌年以降の継続開催につながったことだけに止まらず、のちに東京に於ける「5000人の第九」そして広島に於ける「第九ひろしま」の企画・創始に何らかの影響を及ぼす等、一般公募にて結成される大規模な合唱団をバックにしての「第九」演奏を主たる演目に据えるタイプの音楽興行開催の端緒を開く役割をも果たし、更には日本国内に於いて既に定着していた「第九」ブームに一層輪をかけることとなった。

### 新型コロナウイルス感染症の流行に伴う対応

#### 2020年（第38回公演）
公演事務局では、新型コロナウイルスへの感染が世界規模で拡大している2020年（令和2年）にも、12月6日に第38回公演を開催することを計画していた。「1万人の第九感染対策アドバイザー」に任命した浮村聡（大阪医科大学附属病院感染対策室室長）と吉田友昭（藤田医科大学医学部教授、いずれも医学博士で専門は感染症対策）からの助言を基に、9月16日に大阪城ホールで「スモークテスト」（換気システムや空気の流れに関する検証試験）を実施した結果、通常の公演と異なる空調排気システム（スタンド席から上方への排気システム4台のみ）を合唱中に稼働すれば合唱参加者の安全を確保できることが判明したことによる。
公演事務局ではこの結果を踏まえて、第38回公演の開催を改めて計画。「ホール内での観客の定員を1,000名に限定」「公演の時間も例年の半分（約70分）に短縮」「合唱参加者の総数を例年の公演の1/10以下にまで削減」などの条件を付けながら、10月29日から11月9日まで合唱の参加者を募集していたほか、11月17日から観覧チケットを発売していた。その一方で、上記の条件に沿って合唱参加者の定員を当初1,000名に設定したため、公演の規模を維持すべく「奇跡の『第4楽章』リモート合唱企画」（第4楽章の歌唱シーンをスマートフォンかパソコンで撮影した動画の投稿企画）を10月1日から開始。当初は、公式サイトで投稿を受け付けた動画に公演の生中継を組み合わせながら、大阪城ホール内のモニターや公式サイトに「世界一の第九合唱映像」としてリアルタイムで配信することを計画していた。
しかし、開催地の大阪府では、11月に入ってから新型コロナウイルスへの感染者が急速に増加していた。公演事務局ではこの事態を受けて、合唱参加者の応募を締め切った後の11月13日に、参加者の定員と抽選の対象者を変更することを発表。近畿2府4県の在住者から500名の参加を認める方針を示していたが、大阪城ホールのある大阪市内への不要不急の移動の自粛が要請される事態に至ったことから、11月25日に同ホール内への合唱参加者や観衆の入場を断念することを発表した。
第38回の公演自体は、「奇跡の『第4楽章』リモート合唱企画」と連動させた大阪城ホールからのライブ配信コンサートとして、12月6日の15:00からインターネット上で開催。ライブ配信の動画を視聴できるプラットフォームは公式サイト、MBS動画イズム、毎日放送のYouTube公式チャンネル、Cisco Webex（ビデオ会議システム、いずれも無料で配信）で、公演中には北海道北斗市・東京都武蔵野市・愛知県名古屋市・沖縄県今帰仁村からの生中継や、Cisco Webexを介した「リモート観覧」も実施した。「リモート観覧」については、観覧者の動画を公演中にホール内の大型特設スクリーンで放映。公演・ライブ配信の翌日（12月7日）から同月31日までは、公演のアーカイブ動画をCisco Webex以外のプラットフォームで配信した。さらに、例年の公演ダイジェスト番組に相当する特別番組を12月19日に編成したことに伴って、当初11月30日で締め切る予定だった歌唱動画投稿の受付期間を12月15日にまで延長した。
翌2021年には、第38回の公演と特別番組が数々の賞を受賞（詳細後述）。毎日放送も、「奇跡の『第4楽章』リモート合唱企画」で構築した歌唱動画の編集・ライブ配信技術を、同年から当公演と無関係のプロジェクト（「1万人の六甲おろし」など）に活用している。

#### 2021年（第39回公演）
2021年（令和3年）12月5日に、第39回公演を大阪城ホールで開催した。ただし、計画を発表した6月1日の時点で新型コロナウイルスへの感染傾向に収束の目途が立っていなかったことから、前年の第38回公演に続いて「『第4楽章』リモート合唱企画」や「リモートレッスン」を実施。歌唱動画の受付やレッスン動画の配信を、7月1日から公式サイトで開始した。
その一方で、第1回公演の開催から2022年（令和4年）で40年を迎えることを視野に、2021年6月1日から「サントリー1万人の第九 オフィシャルサポーターズ」（リモートレッスン料金の割引・観覧チケット先行受付などの特典付き有料賛助会員システム）を公式サイト上で発足。7月1日から、「『第4楽章』リモート合唱企画」への参加者と「サポーターズ」の募集を開始した。9月25日からは、当公演史上初めての「オンラインレッスン」も有料（リモートレッスンとは別の料金）で実施している。
2021年10月18日には、「前年（2020年）から一歩（+1）進む」との意味を込めて、「サントリー1万人の第九　2020+1」（サントリー1まんにんのだいく　2020プラスワン）というタイトルで第39回公演を開催することを正式に発表。全日本合唱連盟が定めたガイドラインや、感染症対策の専門家が示す医学的な根拠を踏まえて、大阪城ホールへの観客の入場を2年振りに認める方針も打ち出された。実際に10月23日から一般向けの鑑賞チケットを発売したが、観客の収容人数を2019年（第37回）以前の公演より大幅に制限したほか、一般の合唱団による大阪城ホールへの入場は前年に続いて見送られた。その一方で、前年に続いて、公演動画の無料ライブ配信を12月5日の15:00から公式サイト、MBS動画イズム、毎日放送のYouTube公式チャンネル、Cisco Webex（ビデオ会議システム）で実施した。

#### 2022年（第40回公演）
2022年（令和4年）12月4日に、第40回の記念公演を大阪城ホールで開催。日本国内で新型コロナウイルス感染症が過去2年ほどには流行していないことを踏まえて、一般合唱団員については2,000名、観客については5,000名を上限に入場を認めた。また、前年の公演に続いて、「第4楽章」の歌唱動画投稿企画と連動。さらに、NTT・NTT西日本・NTTコミュニケーションズからの協力による実証実験（オールフォトニック・ネットワーク技術を活用した2地点からのリアルタイム遠隔合唱実験）を（動画投稿とは別の）「リモート合唱」扱いで組み合わせることによって、「1万2,167人の合唱」に漕ぎ着けた。
その一方で、2019年の第37回公演以来途絶えていた2部構成を3年振りに復活。公演動画の無料ライブ配信については、第2部の大半（「交響曲第9番」第1 - 第4楽章）を対象に、この公演からYouTube上の『サントリー1万人の第九』公式チャンネルで実施されている。
2,000名による大阪城ホール内での合唱が実現した背景には、合唱参加者の新型コロナウイルス感染に起因するクラスターの発生を、2020年から続けている独自の感染症対策によって食い止められたことも挙げられる。現に、日本環境感染学会では2023年（令和5年）に、このような実績を「いわゆる『コロナ禍』における『大規模合唱』という行為の感染対策」のエビデンスとして採択。同年7月21日に開かれた第38回総会の学術集会で、『コロナ禍中にインドアで2000人の合唱を行った1万人の第九での感染対策とその検証』として「1万人の第九感染対策アドバイザー」の浮村から発表された。

### 2023年（第41回公演）以降の動き
日本政府は、感染症関連の国内法における新型コロナウイルス感染症の位置付けを、2023年5月8日から季節性インフルエンザと同等の「五類感染症」へ移行した。これに対して、公演事務局では、第41回公演を2023年12月3日（日曜日）に大阪城ホールで開催することを決定。さらに、大阪城ホール内でのスモークテストを改めて実施した。
公演事務局では2021年以降、一般からの合唱参加者による大阪城ホールでのリハーサル（公演前日）・ゲネプロ（公演当日）・本番への参加に関して、感染症対策の一環で「ネックファンの着用」「マスクの着用」といった条件を設けていた（当該項で詳述）。第41回公演の開催に際しては、日本環境感染学会に採択された「エビデンス」と、再度のスモークテストでの結果を踏まえて条件の緩和を検討。「『ネックファンの着用』は引き続き必要だが、『マスクの着用』の是非については、個々の判断に委ねても良い」との結論に達したことから、ホール内における1万人の合唱が、2019年（第37回公演）以来4年振りに実現した。
なお、「第4楽章」の歌唱動画投稿企画は第41回以降の公演でも続けられているため、大阪城ホール内での合唱参加者に対しては「10000人の“生”合唱団」という総称を第41回公演から新たに使用。さらに、「10000人の“生”合唱団」と投稿動画上の歌唱を大阪城ホール内での指揮のテンポに同調させる目的で、舞台演出装置を自由自在に制御できるマルチファンクションデバイスの「FUTTE-Me」（フッテミイ）が第41回公演から導入されている。「FUTTE-Me」は、「微小エネルギーを利用した革新的な環境発電技術の創出」（国立研究開発法人科学技術振興機構が主導する研究プロジェクト）の一環として、毎日放送が電力中央研究所・東京理科大学・れ組と共同で開発。当興行への導入に際しては、「10万人の第九」や「100万人の第九」の実現も視野に入れている。
2024年12月、毎日放送と2025年日本国際博覧会協会は2025大阪・関西万博の開幕初日となる2025年4月13日に特別版として「1万人の第九 EXPO2025」を開催することを発表した。ただし、「サントリー1万人の第九」と違いサントリーは協賛していない。

## 運営
大阪市に本社を置く民間放送事業者の一つで、TBS系列の準基幹局でもある毎日放送（MBS）が1983年（昭和58年）の創始以来一貫して当興行を主催。
協賛者については、同じく大阪を発祥の地とする洋酒・飲料水メーカー大手のサントリー（現：サントリーホールディングス）が当興行創始以来第32回公演（2014年…平成26年）に至るまで一社単独で協賛し続けてきたが、2015年（平成27年）開催の第33回公演から、中堅証券会社の岩井コスモ証券と菓子メーカーのカンロが協賛者に加わった。これに伴い、前年まで一社単独で当興行を協賛しイヴェントタイトルに自社の名前を冠し続けてきたサントリーは「特別協賛」に移行、前年に引き続き自社名をイヴェントタイトルに冠している。
サントリーが当興行の創始以来今日に至るまで協賛し続けてきているのは、様々な文化活動に理解を示している同社の企業風土もさることながら、創始当時サントリー社長だった佐治敬三自身の音楽に対する造詣の深さも大きなファクターとなっている。そのことを示すかのように佐治自身も亡くなるまで合唱団の一員として加わり、聴衆への歌唱指導の際にバリトン・ソロを披露することもあった。
2015年に新たに協賛者として加わった2社のうち、岩井コスモ証券はサントリーと同じく大阪で開業した中堅証券会社（前身企業の一つが野村商店→大阪屋證券）で、「岩井コスモ証券グループ創業100周年記念事業」（前身企業の一つである岩井証券が1915年＝大正4年の創業から2015年で100周年を迎えることを記念する事業）の一環として 協賛に参加。カンロについては、「ボイスケアのど飴」（2010年に発売された国立音楽大学との共同開発による飴製品）のパッケージリニューアルと、合唱学習者向けのプロモーション活動開始 を機に協賛していた。
なお、カンロは2017年の第35回公演で協賛を終了。翌2018年の第36回公演と2020年の第38回公演ではサントリーと岩井コスモ証券、2019年の第37回公演のみサントリー・岩井コスモ証券・滋慶学園グループの共同協賛体制へ移行していた。2021年の第39回公演ではジャトー株式会社（大阪市北区に本社を置く音響・映像・情報・セキュリティーシステム関連企業）も協賛社に名を連ねたが、同社の協賛はこの年のみで、2022年の第40回公演では岩井コスモ証券が単独で協賛していた。岩井コスモ証券も第40回公演をもって協賛を取り止めたため、翌2023年の第41回公演は、2014年以来9年振りに「サントリーの単独協賛イベント」として開催されている。

## 会場運用
当興行のため大阪城ホールを使用するに際し、現在では公演期日の3〜4日前より設営を開始している。続いて2〜3日前に先ずオーケストラのみホール内に入れてのリハーサルを行い、公演前日にはオーケストラに加えて「第九」声楽パート（合唱団・ソリスト陣）をもホールに入れてのリハーサル（総合リハーサル）を実施、そして公演当日はゲネプロを経て本番へ───というスケジュールにて同ホールを運用してきている。
ステージ設営に際しては、大阪城ホール運営サイドに於いて、コンサート等の各種興行に対応するため、大きく分けて3種類のステージパターンを提示している。
本興行では、1983年（昭和58年）の創始以来2012年（平成24年）開催の第30回公演に至るまで、長辺方向の北側にステージを設える「ステージパターンA」に沿って設営してきたが、2013年（平成25年）開催の第31回公演では短辺方向の西側にステージを設える「ステージパターンB」に沿った設営方に変更している。
2020年（令和2年）開催の第38回公演でも、「パターンB」に沿ってステージを設営。実際には観客や一般からの合唱参加者の入場を見送ったため、「リモート観覧」や生中継などに使用する大型スクリーン3台をステージの後方に据えた。スクリーンは1台につき最大で100名分の配信動画を同時に放映できるように設定されていて、一部の演目では、（例年の公演では観客席を設置する）アリーナにピアノ演奏用の移動式ステージを設置した。

## プログラム構成
プログラムは2部構成になっており、現在は概ね以下のような構成方となっている。
- 第1部：ゲスト出演者によるリサイタルなど《演目により合唱団の演奏（バックコーラス）参加も有り》
- 第2部：「第九」演奏（第38・39回は第4楽章のみ）、『蛍の光』斉唱

前半の第1部では呼び物にできる演目が組まれるが、これは当初の企画・立案段階において、イヴェントとして何か呼び物となるものが必要、と舞台演出スタッフから提案されたことによる。
山本直純が指揮を務めていた頃には、第1部において、作曲家でもある山本自身が書いた合唱曲の新曲を発表することもあった。一例として、第2回公演（1984年）で発表され、第3・4・12各回公演でも演奏された『友よ、大阪の夜明けを見よう』（藤本義一作詞）が存在する。この作品は、第1回公演後に翌年以降の継続が決まった際、何か新しいものをと模索していたときに、大阪の歌を創ろうという声が主催者内部から上がったことがきっかけとなって誕生したものである。
これに対し、佐渡裕が指揮を務めるようになってからは、初めて佐渡がタクトを執った第17回公演（1999年）を除いて、毎年著名なアーティストを1人（又は1組）ずつ招き、そのアーティストのレパートリーを中心に第1部を構成するようになってきている（山本指揮だった頃にも、公演回により、海外の合唱団などをゲストに招いて同様のことを行ったことがある）。
一方、後半の第2部では本興行のメインとして位置づけられているベートーヴェン「第九」演奏を中心に組まれている。過去の殆どの公演回に於いてはこの「第九」演奏と興行全体のフィナーレとしての『蛍の光』斉唱のみで構成されていたが、稀にこれら以外の演目が追加で組まれることもある。日本プロ野球（NPB）のセントラル・リーグに加盟する阪神タイガースの本拠地（阪神甲子園球場）が毎日放送の放送対象地域内（兵庫県西宮市）に所在する関係で、阪神がリーグ優勝を果たした2003年の第21回公演や、阪神が日本シリーズを制した2023年の第41回公演では『阪神タイガースの歌』（『六甲おろし』という通称で広く知られる球団歌）の演奏と合唱が演目に盛り込まれた。
なお、第1回公演は、総合司会の武田鉄矢による『歓喜に寄せて』（シラーの詩作品『歓喜に寄せて』の日本語訳）の朗読で開幕。2013年（平成25年）開催の第31回公演からは、『歓喜に寄せて』の日本語訳を「よろこびのうた」と称して、「第九」の演奏前に著名人（主に俳優）1名が感情豊かに朗読する趣向を復活させていた。2018年（平成30年）開催の第36回公演までの朗読者には、「朗読を終えるとフィナーレまでステージに姿を現さず、コメントも一切披露させない」という趣向を施していた。佐渡によれば「さまざまなジャンルの人に朗読を体験して欲しい」とのことで、2019年（令和元年）開催の第37回公演では、第1部から霜降り明星の一員としてゲストで登場していた粗品が、お笑い芸人としては初めて「よろこびのうた」を朗読。前回までのスタイルを踏襲した朗読の合間に、十八番のフリップ芸を応用した「スクリーン芸」を通じて、シラーやベートーベンが作品に込めたメッセージを解説する異色の構成で場内の喝采を浴びた。
また、2020年（令和2年）開催の第38回公演では、粗品が佐渡からの指名によって総合司会に抜擢された。ただし、前述した事情から演奏の時間を例年の半分（約70分間）へ短縮することに伴って、例年の公演では全4楽章を演奏する「第九」を、合唱を伴う第4楽章に集約。全4幕（第1幕「Freude＜歓喜＞を探し求める旅の序章」・第2幕「あふれ出す“音色”」・第3幕「生きる“勇気”」・第4幕「～奇跡の第4楽章～」）の構成に改めた。以上の構成は大阪城ホールでの有料興行を前提に置いていた が、興行の中止に伴って実施されるインターネット上の無料ライブ配信にも引き継がれた。実際に大阪城ホールから出演したのは133人（佐渡、粗品、進行担当の毎日放送アナウンサー・野嶋紗己子、演奏ゲストの反田恭平、ソリスト4人、オーケストラ奏者85人、ひょうごプロデュースオペラ合唱団員40人） で、当初は『歓喜に寄せて』の朗読も割愛する予定だった。しかし、本番ではステージ後方の大型スクリーンに詩の字幕を過去の公演・ニュース映像と合わせて流した後に、粗品が終盤のフレーズを絶叫することによって第4楽章の演奏へ入っていた。
観客の入場を再開した2021年（令和3年）の第39回公演では、粗品が2年連続で総合司会を務めた。ただし、朗読の演出は盛り込まれず、粗品は進行に専念。また、前年に続いて「第九」の演奏を第4楽章のみにとどめたほか、2019年までの有料興行で第2部の最後に実施されてきた「蛍の光」の演奏と合唱が見送られた。なお、粗品が総合司会から外れた2022年（令和4年）の第40回公演では、2部構成と「蛍の光」の演奏・合唱を復活させている。

## 出演者（第2部；ソリスト陣を除く）

### 公演指揮者
- 第1回（1983年） - 第16回（1998年）：山本直純（構成・指揮）
- 第17回（1999年） - 現在：佐渡裕（総監督・指揮）

指揮者名横のカッコ内表示は公式発表時の呼称。なお、初代指揮者の山本については、公演会場では「音楽監督・指揮」と呼ばれていた。

### 管弦楽
- 第1回（1983年） - 第19回（2001年）：大阪フィルハーモニー交響楽団・関西フィルハーモニー管弦楽団・京都市交響楽団の3楽団混成
- 第20回（2002年） - 第25回（2007年）：1万人の第九ユースオーケストラ
- 第26回（2008年） - 第37回（2020年）：1万人の第九オーケストラ
- 第38回（2020年）・第40回（2022年） ：兵庫芸術文化センター管弦楽団
- 第39回（2021年） ：兵庫芸術文化センター管弦楽団・大阪府立淀川工科高等学校吹奏楽部

具体的な構成など詳細はオーケストラ構成（第2部）の項を参照のこと。

### 合唱
- 1万人の第九合唱団

公演回毎に一般公募で都度結成される混声合唱団に対し、2007年（平成19年）開催の第25回公演以降、上記の名称が付与されている《その前年開催の第24回公演までは「1万人の第九特別合唱団」という名称が付与されていた；合唱団結成の基となる公募方など詳細については、後記の合唱団員募集及びレッスンに関する各項目を参照》。
第10回公演（1992年；平成4年）以降の合唱団人員規模は、基本として約1万人で、日本国内の「第九」公演に参加する合唱団としては最大級に当たる。もっとも、第1回公演（1983年；昭和58年）では約6,500人、第2回公演（1984年；昭和59年）から第9回公演（1991年；平成3年）までは7,000程度であった。
なお、第21回公演（2003年；平成15年）までは別枠で 大阪フィルハーモニー合唱団 も参加していたほか、ごく初期の公演回に於いては大阪音楽大学も別枠で合唱参加していた。近年は、京都市少年合唱団も、数年に1回別枠で参加している模様。
第28回公演(2009年：平成21年)までは、第4楽章のサビのところで聴衆も立ち上がって歌うというスタンスがとられていたが翌年の第29回公演(2010年：平成22年)から無期休止にされている。
第38回公演（2020年：令和2年）では、新型コロナウイルスへの感染拡大に伴う「スモークテスト」での検証結果に沿って、合唱団の規模を例年の1/10（当初は1,000人）に限定。「奇跡の『第4楽章』リモート合唱企画」に投稿された動画での歌唱者や、生中継を通じて合唱に参加する予定だった北海道北斗市立上磯中学校・愛知県名古屋市立志賀中学校の合唱部員も「1万人の第九合唱団」に含めている。実際には一般からの合唱参加者が大阪城ホール内へ入場できなくなったため、ひょうごプロデュースオペラ合唱団（関西地方で活躍するプロの声楽家たちによる特別編成の合唱団）のみ出演。その一方で、「奇跡の『第4楽章』リモート合唱企画」には、開演までに10,347人分の動画が投稿された。このため、インターネット上のライブ配信や特別番組では、投稿動画を「1万人の第九合唱団」に仕立てるように編集。12月19日に放送されたダイジェスト番組では、第4楽章の演奏を始めるシーンの映像に「1万1961人の第九」という字幕が添えられた。
第39回公演（2021年：令和3年）では、清教学園中学校・高等学校（大阪府河内長野市）の合唱部員が、東日本大震災発災10周年に関連した企画の一環で大阪城ホール内から「花は咲く」を合唱。一般の合唱参加者による大阪城ホールへの入場は前年に続いて見送られたものの、「奇跡の『第4楽章』リモート合唱企画」には、日本国内にある61の学校の合唱団・合唱部や日本以外の11カ国を含めて、公演までに1万4,215人分の歌唱動画が寄せられた。この事態を受けて、制作スタッフは、前年の公演向けの投稿分を含めて2万本以上の動画を編集。編集済みの動画を、「2万人の第九」と銘打って公演やダイジェスト番組で披露している。
なお、第38回公演から歌唱動画の投稿企画が始まったことに伴って、第4楽章における佐渡の指揮方法も大幅に変更。編集済みの投稿動画の合唱音声をイヤホン越しに聞きながら、イヤホンから流れる歌声のテンポに合わせて、オーケストラへタクトを振ることが求められるようになった。佐渡自身は第39回公演での指揮に際して、第40回以降の公演で一般合唱者によるホール内の入場が再び認められた場合に、「投稿動画とホール内での合唱の一体化」を自身の指揮で実現させる意向を披露。2,000名限定ながら一般合唱者の入場が認められた第40回公演で、この意向に沿った指揮と合唱が初めて実現した。

## 合唱団員募集について

### 募集全般
当興行では現在、合唱団員募集に際して抽選により合唱出演の前提となるレッスン受講の可否を決定する“抽選制”が採られている。

具体的には、まず一定の応募受付期間を設定した上で合唱団員募集を実施、その期間内に受理された応募者の中から抽選を行い、レッスン受講生を選出する。
応募受付期間については、現在では6月1日（但し同日が土休日となる場合は6月最初の平日）より2週間少しの期間が設定される《第27回公演から。それまでは「6月最初の月曜日から2週間」に設定されていた》。
応募形態については個人参加と団体参加の2通り存在し、現在では何れの形態とも郵送或いはインターネット（パソコン又は携帯通信端末）の何れかの手段により応募が可能となっている《“インターネット応募”に関しては後記参照。以下同じ》。
応募手段のうち郵送応募については、当興行創始以来一貫して採られている手段であり、個人参加については往復ハガキにて、団体参加については封書（後記）にて、それぞれ行うことになっている《しかし現在では、主催者側に於いて、ネット接続環境を保有している場合はインターネットにより応募するよう呼びかけている》。
個人参加による応募では、親子や友達同士など小グループで同じレッスンクラスに於いて受講することを希望する場合、一括して応募することも可能であり、5人までの小グループであればインターネットによる一括応募も可能である《郵送にて応募する場合は、各人それぞれ「個人参加による応募」の要領に従って往復ハガキに必要事項を記入、最後に全員分の往復ハガキを取りまとめて封筒に入れて送付する》。
団体参加は、現在、20人以上100人以下の構成員を擁し、且つ混声四部合唱が可能な合唱団に対し、団体としての合唱参加応募が認められている。
合唱団員募集に“抽選制”が導入されるようになったのは第21回公演（2003年）以降のことで、それまでは募集開始後に主催者側に応募書類（往復ハガキ又は封書）が到着した順番に受理された《先着順受付；当時は郵送応募のみ》。
ところが、公演の指揮者が山本直純から佐渡裕に代わった第17回公演（1999年）以降の募集では、かねてから相当の数に上っていた佐渡のファンからも参加の申し出が続出。応募受付開始から数日後に定員へ達するようになった。その傾向が顕著に表れたのは女声（特にアルト・パート）で、応募受付開始の初日で定員に到達することも珍しくなかった。このような事態に対して、主催者側は第21回公演から“抽選制”を導入。その一方で、個人資格での参加希望者に限って、公式サイトからインターネット経由で応募を受け付けるようになった。令和元年（2019年）の時点では、後述する条件の下で、個人でも5名までのグループでも応募できるようになっている。
2019年には、河田直也（MBSアナウンサー）、くっすん、松浦景子（吉本新喜劇座員）を「アンバサダー」（親善大使）に起用。同年の第37回公演では、河田が司会を務めたほか、他のアンバサダーも合唱に参加した。応募受付期間中の6月2日（日曜日）には、河田アンバサダーによるプロジェクトの一環として、小学生以上の初心者に対する定員抽選制の無料体験レッスンを同局の本社で実施した。

#### 第38回（2020年）以降の公演での募集とレッスンについて

##### 第38回公演
2020年の初頭から新型コロナウイルス感染症が日本国内で流行していることを受けて、クラスごとに参加者が特定の会場・日時に集団で受講するレッスン（通常レッスン）を例年と同様に8月から実施することを前提に、感染状況の推移を見極めながら応募の受付を始めることを予定していた。しかし、感染について予断を許さない状況が続いていることから、公演事務局では通常レッスンを中止することを6月1日までに決定。9月14日には、同年に毎日放送へ入社したばかりの川地洋平アナウンサーを「アンバサダー」へ新たに起用することや、9月20日から11月28日まで「リモートレッスン」（パソコンやスマートフォンからインターネットを介した動画レッスン）を初めて実施することが発表された（詳細後述）。
12月6日に第38回公演を開催することが正式に発表された10月29日から、大阪城ホールでの合唱参加者の募集を開始。ただし、「大阪城ホール内での不慮の動きを最小限にとどめる」という理由で、例年の公演には参加を認めていた小学生以下の児童を参加資格の対象から除外した。65歳以上の高齢者に対しても、厚生労働省が「新型コロナウイルスに感染すれば重症化のリスクが高い」と示している基礎疾患を罹患している場合には、参加の辞退を要請していた。また、参加資格を満たしているうえに抽選に当たった応募者には、当選の確定後に公式サイトから問診票の記入を求めた。さらに、当選者が問診票の内容を基に参加を認められていても、本番の直前2週間以内の体調や状況（新型コロナウイルス感染者への濃厚接触・政府が感染拡大防止策の一環として渡航制限を設けている国や地域への訪問など）次第でリハーサル・本番当日の大阪城ホールへの入場見合わせを要請することを条件に定めていた。
募集の時点では定員を1,000名に定めていたが、前述した事情で、近畿2府4県在住の応募者から抽選で500名の参加を認める方針に変更。結局、大阪城ホールへの合唱参加者の入場を断念することが11月25日に発表されたため、当選者による同ホール内での合唱も見送られた。なお、公演事務局では応募者に対して、「奇跡の『第4楽章』リモート合唱企画」での参加を推奨。その結果、例年の公演と同様に、10歳未満の児童から90歳台の高齢者まで幅広い世代の参加が実現している。

##### 第39回（2021年）公演
「奇跡の『第4楽章』リモート合唱企画」や「リモートレッスン」を継続。この公演から大阪城ホールへの観客の入場を条件付きで再開することを背景に、山崎香佳（川地と同期入社のアナウンサー）を「第九宣伝隊長」へ起用していたが、合唱参加者による入場は見送られた（詳細前述）。

##### 第40回（2022年）公演
「感染症対策アドバイザー」からの指導を踏まえて、募集の定員を2,000名に限りながらも、大阪城ホールにおける合唱参加者の募集を再開（2022年の第40回公演）。また、「リモートレッスン」を継続しつつ、一部の都府県で会場レッスンを復活させた。ただし、レッスンや公演での合唱参加者には、「新型コロナウイルスワクチンの接種を3回（小学生のみ2回）済ませたことの証明」「（会場でのレッスンを含めた）合唱時におけるネックファンとマスクの着用」といった条件を設け、前日リハーサルにPCR検査を持参提出（キットは本人に送付され、費用はMBS負担）陰性確認していた。

##### 第41回（2023年）公演
感染症関連の国内法における新型コロナウイルス感染症の位置付けを、日本政府が2023年5月8日から季節性インフルエンザと同等の「五類感染症」へ移行したことを受けて、大阪城ホールにおける合唱参加者の定員を第37回（2019年）公演以来4年振りに1万名に拡大。参加者の募集に際しては、公演中にマスクを外しての合唱を認める可能性があることを示唆しつつ、レッスンへの参加中に前年（2022年）と同じ条件を遵守することを求めていた。もっとも、レッスン期間中に大阪城ホールでスモークテストを再び実施した結果、公演での合唱については「マスク着用の判断を参加者へ委ねる」という方針が打ち出された。

### インターネット応募について
当興行では、少なくとも第17回公演から、インターネット上（毎日放送Webサイト内）に公式サイトを開設している《それまでは募集開始前後に近畿圏内で発行される全国紙（日経を除く）の紙上に掲載される募集広告により合唱団員募集を告知していた；但し新聞紙上への募集広告掲載自体は第27回公演（2009年）まで継続した》。
開設初期に於いては、合唱団員募集関係では合唱団員募集告知と応募状況公開（パート別・レッスンクラス別）にとどまっていたが、団員募集で“抽選制”に移行した第21回公演以降、公式サイトを利用してのインターネット応募受付を開始した《従前からの郵送応募受付も継続》。当初は公式サイトに於いて直接応募受付していたが、対応が個人参加での応募に限定されていた。
第22回公演より個人参加扱いで応募可能な小グループでの一括応募にも対応するようになったものの、応募に際して以下に列挙する条件を全て満たしている必要があり、且つ応募手続きは代表者に於いて構成員全員について完結させなければならなかった。
| - 構成員が5人以下であること - 全員が各々メールアドレスを取得済みであること - 構成員全員が同一のレッスンクラスで受講することを希望していること - 抽選結果が構成員全員で同じになることを希望していること |

上記要件のうち一つでも満たしていないケースに関しては、郵送応募としなければならなかった。
なお団体参加に関しては、従前通り郵送応募のみの対応とされた。
ところが、第28回公演（2010年）の終了後、翌年（2011年）の第29回公演に係る合唱団員募集開始に備えて、主催者側に於いて大幅なシステム改修を実施、従前からの公式サイトとは別に「1万人のフロイデ倶楽部」と呼称される会員サイトを新たに開設し、合唱団員募集に係る応募受付機能を公式サイトから移転させた。
これに伴って、「1万人のフロイデ倶楽部」への会員登録を合唱参加応募の資格要件とするよう改められた。

しかし実際には、「1万人の第九」公式サイト上に設置された応募ボタンを押下することにより「1万人のフロイデ倶楽部」トップページに遷移し、その後画面表示に従って必要事項入力などを順次行うことによって合唱参加応募手続きと「フロイデ倶楽部」会員登録が同時に完了出来るようシステム構築が為されている。
この大幅なシステム改修により、以下に挙げる場合であってもインターネット応募が出来るようになった。
| - 5人以下の小グループによる一括応募で、構成員各々の受講希望クラス申告内容が異なっている場合 - 団体（コーラスグループ）での応募 |

加えて、以下に挙げる機能も新たに備えられた。
| - 応募手続き後に於ける応募記載事項の修正《但し応募受付期間内に限る》 - 一度記載した応募内容を翌年以降開催分に係る合唱参加応募時にデータとして引継 |

ところで、このシステム改修に伴い、特に5人以下の小グループによる一括応募について、応募手順が以下のように変更となった。

先ず代表者が「1人で応募する場合」の手順に従って応募手続き（「フロイデ倶楽部」への会員登録）を済ませ、その後、以下に挙げる2つの方法のうちの何れかによって、残りの構成員の分についての応募手続きを完了させる。
| - 残りの構成員の分について代表者に於いて一括して応募登録を済ませる（代理登録） - 残りの構成員一人一人に対して代表者が招待メールを送付し、その招待メールを受けた構成員が各自そのメールに記載された指定URLより応募登録を済ませる（招待登録） |

代表者が送付する招待メールを基に残りの構成員が各自応募手続きを済ませるという仕組みも用意されているあたり、新設された「1万人のフロイデ倶楽部」自体がSNS的なシステム構造になっていることを窺わせる。
ただし、2020年の第38回公演から実施している「奇跡の『第4楽章』リモート合唱企画」では、「1万人のフロイデ倶楽部」に登録しなくても、第4楽章の歌唱シーンをスマートフォンやパソコンで撮影した動画を特設ページから何度でも投稿できるようになっている。さらに、自分での撮影が困難な投稿希望者のために、参加無料・予約制・パート別の「動画撮影会」を毎日放送本社M館内の「ちゃぷらステージ」で複数回開催。第4楽章に合わせたダンスなど、合唱以外の表現による動画の投稿についても、条件付きで門戸を広げている。
なお、「動画撮影会」では、佐渡に向けた参加者からのメッセージ映像を収録。公演の本番では、「拝啓、佐渡さん～私たちはつながっている～」と題して、収録した映像の一部を撮影会のダイジェスト映像と合わせて特設スクリーンに流している。2021年には、毎日放送本社での「動画撮影会」の一部を、「1万人の六甲おろし」と合同で開催。さらに、札幌・仙台・名古屋・福岡・沖縄でも「動画撮影会」を実施している。

### 団体参加での応募について
前記でも示しているように、現在は20名以上100名以下の構成員を擁し、且つ混声四部合唱が成立するコーラスグループを対象に、団体としての合唱参加応募を認めている。
団体としての応募は、第28回公演までは主催者側に於いて用意される所定の申込用紙を使用しての封書による郵送応募のみであったが、第29回公演からは、前記の通り、「1万人のフロイデ倶楽部」を通じてのインターネット応募が可能となった。
団体参加が認められるコーラスグループの要件については、現在では前記の通り「20名以上100名以下の構成員を擁する混声四部合唱グループ」とされているが、第21回公演までは「参加メンバーが15人以上で合唱指導者のもと活動を行っていること」と、コーラスグループを組織している構成員の人数上限を定めていなかった上、グループ内で“混声四部合唱”が可能か否かも文言上問われていなかった。
また応募に際して主催者側に於いて申込用紙を用意するようになったのは第23回公演以降のことであり、それまでは募集要項に於いて記入要領等が示されるのみで、主催者側に於いて所定の申込用紙を準備するようなことは為されなかった。

## レッスンについて

### レッスン受講

#### 受講そして公演出演へ
前記で触れた合唱団員募集に応募し、抽選の結果当選となった応募者は、主催者側が用意した所定レッスン等の受講を経て、合唱団員として当興行に出演することになる。
所定レッスン受講に至るまでの手順としては、まず応募時に、募集要項の中で主催者側から示された一覧の中から受講を希望するレッスンクラス（後記）を申告、応募期間終了後に主催者で抽選を行い当選となった応募者には当選通知が送付されるが、そこには割り当てられたレッスンクラスの名称が記載されており、実際に受講を始める際には当選通知等を携えて、割り当てられたレッスンクラスが会場として使用する施設に直接赴く《持参すべき物については当選通知に記載されている；現在では初めてレッスン会場に直接赴く前に参加料の支払いを済ませなければならない（詳細は「その他」項内に於ける“参加料など”項を参照）》。
応募時に受講希望申告出来るクラスの数は、第28回公演までは「最大3クラスまで」だったが、レッスン会場として使用する施設の移動によりクラス数が増加した第29回公演（2011年）では「最大5クラスまで」に増やされた。
そして、割り当てられたクラスに於いて開講される所定レッスンに一定回数以上出席することにより、初めて公演への合唱出演権利を得ることが出来る《合唱出演に際しては、以上に加えて、「佐渡総監督レッスン」（後述）の受講ならびに本番前日に公演会場において行われる「総合リハーサル」への出席も併せて求められる》。

ここで「一定回数」とは、配属されたレッスンクラスにおいて組まれている全授業回数から「許容欠席回数」を差し引いた回数のことを指す《「許容欠席回数」については後記》。
なお、当選した応募者に対して送付される当選通知には、初めのところで「ご参加頂くことが決定しました」という文言が記載されているが、正確には所定レッスンの受講を許可したものに過ぎず、前記の要件を満たさない限り公演への合唱出演はできない。しかし、当選してレッスン受講許可を得ることは、公演への合唱出演を実現させるための大前提となっている。

#### 所定レッスンにおける許容欠席回数
公演への合唱出演が許容される欠席回数のボーダーラインは主催者側側で規定されており、これを超えて欠席してしまうと公演への合唱出演が出来なくなる。
このボーダーラインは、初心者向け「12回クラス」と経験者向け「6回クラス」で異なっている《「12回クラス」・「6回クラス」については後記「レッスンクラス」項を参照。以下同じ》。
現在のボーダーラインは、「12回クラス」で2回迄、「6回クラス」で1回限りと定められている《第25回公演（2007年）より；第24回公演（2006年）までは「12回クラス」で3回迄、「6回クラス」で2回迄となっていた》。
更に、第21回公演以降、遅刻・早退2回で欠席1回としてカウントするという規定も追加されている。

#### 団体参加への対応
先に記した団体としての合唱参加応募要件を満たすコーラスグループが当選となった場合、個人参加の場合と同様に主催者が用意する所定レッスンへの出席を原則としているが、一定の要件を満たせば「佐渡総監督レッスン」（後記）を除く所定レッスンへの出席を省略することが可能となる。
なお第20回公演までは、一定人数以上の構成員を抱える合唱団体および遠隔地で活動している合唱団体を対象に、主催者側にて合唱指導者を手配し派遣する「出張レッスン」の制度も別途用意されていた。

### レッスンクラス

#### レッスンクラスの設置
主催者側で用意する所定レッスンを実施するため設置されるレッスンクラスは、初心者向けの「12回クラス」と経験者向けの「6回クラス」の2つのカテゴリに分かれて設けられ、2015年（第33回公演）現在、大阪市内（大阪府）を初めとする近畿2府4県、北海道、宮城、東京、愛知、沖縄　G25の各都道府県に両カテゴリ合わせて41クラスが設置されている。
このうち、大阪市内と兵庫・東京両都県内に「12回」・「6回」両カテゴリ各々のクラスが設置されている他は、「12回」カテゴリのクラスのみ設置されている。

#### “経験者”の定義
「6回クラス」の受講対象者として定められている“（第九）経験者”について、主催者側では、第27回公演（2009年）以降、“「サントリー1万人の第九」3回以上経験レベル”と定義している。
この主催者側による“経験者”の定義づけに関しては、第23回公演までは“『第九』合唱経験者が対象”、第24回公演から第26回公演までは“『第九』合唱経験が豊富な方が対象”というふうに曖昧な表記方が為されるのみだった。
なお、合唱団員応募に際し、本興行に於ける過去合唱出演回数及び本興行を含めた「第九」演奏会の類への過去合唱出演回数総計の申告が必須となっている。

#### レッスンクラス設置の歩み
当興行における合唱参加者向けに設置されるレッスンクラスは、1983年（昭和58年）の創始時に大阪・京都・兵庫・奈良の各府県内に設置されたところから始まり、第3回公演が行われた1985年（昭和60年）には大阪設置クラスについてのみ初心者向け（初心者クラス）と経験者向け（経験者クラス）に分けて設置されるようになる。その後、和歌山・滋賀両県内にもレッスンクラスが1つずつ設置されるようになる。
しかし、第17回公演が行われた1999年（平成11年）を最後に奈良県内設置クラスが消滅、その代替として翌2000年（平成12年）より大阪府東大阪市内にレッスンクラス（クラス名「東大阪」）が設置される。
そして第21回公演が行われた2003年（平成15年）、関西圏外としては初めて東京都内にレッスンクラスが新設された。

この時点では、大阪市内に於いてのみ「初心者クラス」・「経験者クラス」の両カテゴリにわたってレッスンクラスが設置されてきた他は、「初心者・経験者合同クラス」として残る各都府県内（及び奈良の代替先となった大阪府東大阪市）に1カ所ずつ設置されるという体制が執られてきていた。
第24回公演が開催された2006年（平成18年）、レッスンクラスの再編が実施され、それまで大阪市内を除く各都府県内と東大阪市内に設置されていた「初心者・経験者合同クラス」は、大阪市内設置クラス群のうちの「初心者クラス」群と共に、新設された「12回クラス」カテゴリに編入されると共に、大阪市内設置クラス群のうちの「経験者クラス」群に関しては、同じく新設された「6回クラス」カテゴリに編入された。そして同年、「第九」経験者対象とされた「6回クラス」カテゴリに於いても東京都内設置クラスが新設され、これにより大阪市内に次いで東京都内に於いても「第九」経験の有無によって別々のレッスンクラスが設置されることとなった。
第29回公演が開催された2011年（平成23年）、それまでレッスン会場の一つとして充当されてきた大阪市内に所在する一施設が閉鎖されたことに伴う充当施設の変更等を背景に大阪市内設置クラスが大幅増加、更に兵庫県内に於いて「12回クラス」1個、東京都内に於いて「6回クラス」1個、それぞれ増設された。これにより設置クラス総数は37となる。
第31回公演が開催された2013年（平成25年）、兵庫県内に於いても「6回クラス」1個が新設される一方で大阪市内設置分のうち「6回クラス」カテゴリで1個減らされた。更に、大阪市内設置分のクラス名称について、これまで「大阪●」としてきた名称表記を充当施設の所在地（あるいは最寄り駅）に因んだ名称表記に改められた。
第32回公演が開催された2014年（平成26年）、東京都内で「12回クラス」1個が増設されると共に、新たに名古屋市内（愛知県内）にも「12回クラス」1個を設置。その一方で、大阪市内設置分は「12回」・「6回」両カテゴリそれぞれ1個ずつ減じている。
第33回公演が開催された2015年（平成27年）、「北海道（札幌）」・「宮城」・「沖縄」の各クラスが何れも「12回クラス」カテゴリ所属クラスとして新設されると共に、同じく「12回クラス」カテゴリに於いて「奈良」クラスが事実上再開設《公式には“新設”》。一方で、「12回クラス」カテゴリに属する「東大阪」クラスが消滅、代わりに「12回クラス」カテゴリに於いて大阪市内設置クラスの一つが増設される。レッスンクラス総数は41に増加。第34回公演が開催された2016年（平成28年）には、福岡クラスが新設された。
なお、2022年（令和4年）の会場レッスン再開に際しては、レッスン会場を大阪府・兵庫県・京都府・東京都の4ヶ所に限定。レッスンの期間を9月から3ヶ月間（1回2時間×5回）に短縮したほか、レッスン会場を設けていない道県からの参加者には、前年に続いて実施される「オンラインレッスン」の受講を推奨していた。このような事情から、会場レッスン・オンラインレッスン・リモートレッスンとも、参加料をレッスン料・消費税込みで9,300円（高校生以上）と4,000円（小・中学生）に統一している。

#### 奈良県内におけるレッスンクラス設置について
奈良県内におけるレッスンクラス（「奈良」クラス）設置に関しては、先にも記しているように、当興行が創始した1983年以来設置されていたものの、1999年をもって一旦消滅、その後、2015年に再度開設されている。
上記2つの「奈良」クラスを比較すると、使用会場が異なっているだけでなく、運営形態も異なっている。
当興行創始当初から開設されていた「奈良」クラス（以下“旧「奈良」クラス”）は、2015年新設の「奈良」クラス（以下“新「奈良」クラス”）と同様に初心者対応のクラス（当時の「初心者クラス」）の一つとして設置されたが、外部委託による運営となっており、近鉄学園前駅北側にかつて所在した「旧・西部公民館」をレッスン会場としていた。
運営を受託したのは、地元・奈良で「第九」合唱一筋に取り組んでいた合唱団体「奈良県民第九合唱の会」で、当興行創始年である1983年時点で既に創立から15年となっていた。

しかし、第17回公演が開催された1999年（平成11年）を最後に旧「奈良」クラスは事実上消滅、同クラスの運営を受託していた「奈良県民第九合唱の会」も、2001年（平成13年）12月23日に催行した自主公演を最後に解散した。

この旧「奈良」クラスでは、レッスン運営を前記の通り地元合唱団体に委託していた関係で、その地元合唱団体が例年12月下旬頃に独自開催していた「第九」演奏会への出演義務も別途課されるという特別規定が存在していた。そのため、この奈良県内設置クラスに限り、所定の参加費等に加えて地元合唱団体が開く「第九」公演に関連する費用も負担するよう定められていた《新聞紙上に掲載された募集広告にもその旨の断り書きが為されていた》。
一方、2015年に開設された新「奈良」クラスは、前記の通り初心者対応の「12回クラス」カテゴリに属するクラスの一つとして設置されたもので、運営面において特に断り書きを伴わない主催者直営クラスとなっている。そしてレッスン会場として、JR奈良駅西側に所在する「なら100年会館・中ホール」が充当されている。

### 佐渡総監督レッスン（指揮者練習）
公演指揮者が現在の佐渡裕に交代して以降、従前からの所定レッスンに加えて「佐渡総監督レッスン」が別途設けられている。
これは11月中旬あるいは下旬から公演期日の数日前にかけての期間、公演指揮者の佐渡自らが合唱参加者に対し直接レッスンを行うものであり、一般の演奏団体（合唱団など）に於ける「指揮者練習」に相当する。個人参加・団体参加問わず、合唱参加者は1人につき1回、所定レッスンと共に受講することが求められる。
本レッスンは、現在、東京都内で1日間、大阪（関西圏内）で2〜4日間それぞれ組まれており、毎年5月頃に発表される合唱団員募集要項の中でそれらの実施日程が発表されているが、基本的には、東京都内設置クラスの受講生は東京都内で、大阪市内を初めとする関西圏内設置クラスの受講生は関西圏内で、それぞれ受講することになっている。
更に関西圏内実施分に関しては、幾つかのグループを設定し、関西圏内設置クラスをそれら設定されたグループに割り振った上で実施に移されている《このほか団体参加している合唱グループについても、主催者側に於いて振り分けられた上でグループ宛に直接通知されることになっている模様》。
レッスンクラス毎にどのグループ（日時）にて本レッスンを受講することになるのかは、概ね9月終わり頃から順次、通常レッスンが行われる会場に於いて、出席者に対する「佐渡総監督レッスン」受講案内文書配布の形で発表される。この案内文書には出席票が付いており、本レッスン受講の際、必要事項記入の上、案内文書に記載された日時に指定された会場に赴き、出席票提出の上で入場することになっている。
合唱参加者は、自身が属するレッスンクラスに当初割り当てられたグループにて本レッスンを受講することが基本であるが、やむを得ぬ理由でそれが困難である場合、原則として1度だけ他のグループに振り替えてもらうことが可能である。他グループへの振替には、所属するレッスンクラスに於いて、「佐渡総監督レッスン」受講案内文書を配布されて以降に到来するレッスン休憩時間帯に会場受付スタッフに申し出ると共に、既に配布された受講案内文書に付属する出席票欄に必要事項を記入し提出する必要がある。その際、空席が出ているグループが他に存在していることが前提となる《当初割り当てられたグループ以外で空席が出ていなければ、手続き出来ない》。
本レッスンの会場として使用される（又は過去に使用された）施設について、東京都内実施分では2011年（平成23年）開催の第29回公演分まで東京・赤坂に所在するサントリーホール・小ホール（現在は「ブルーローズ」）が充当されてきたが、2012年（平成24年）開催の第30回公演分以降は東京・江東区に所在するティアラこうとう（江東公会堂）大ホールが充当されている。関西圏内で開催されるレッスンには、エル・シアター、梅田東学習ルーム体育館（大阪工業大学梅田キャンパスの建設に伴って2011年に閉鎖→解体）、メルパルク大阪イベントホール、尼崎アルカイックホール（現在は「あましんアルカイックホール」）、兵庫県立芸術文化センターKOBELCO大ホール（佐渡が2005年の開館当初からセンターの芸術監督を担当）などが充当されてきている。
2020年（第38回）・2021年（第39回）の公演に向けたレッスンに際しては、新型コロナウイルスへの感染拡大防止策の一環として上記の会場を一切使用せず、後述するリモートレッスンに組み込まれた。

### 特別補習レッスン
例年、概ね公演本番の数日前に、通常のレッスンクラスとは無関係に、主催者側により別途1回のみ用意されてきているレッスン。
出席すると、所定レッスンへの出席時と同様、出席1回としてカウントされる。このため、本レッスン自体は所定レッスンに準じた扱いであることが窺えるが、受講については任意となっている。
本レッスン実施の有無については、例年、概ね11月以降に各レッスンクラスに於いて設定されているレッスン日当日に各レッスン会場にて順次告知されてきている。
一方で、合唱参加者募集告知・期間中（概ね毎年5月〜6月中旬）や所定レッスンの開講時期（概ね毎年8月中旬〜9月上旬）に於いては、その存在自体告知されない他、ネット（公式サイト）上に於いては、合唱参加者募集要項発表段階から公演終了後に至るまで、一切告知されない。
更に、本レッスンはこれまで大阪市内に所在する施設を会場として使用してきているが、東京都内など東日本・北日本地域内設置クラスの在籍者に対しても本レッスンが用意されているか否かについては不明である。
以下、本レッスンが実施されることを前提に記述を進める。
前記の通り、合唱参加者各自に割り当てられたレッスンクラスごとの許容欠席回数を超えて欠席すると公演本番への合唱出演が出来なくなってしまうが、言い換えれば、合唱団の一員として公演に出演するためには、合唱参加者各自に割り当てられたレッスンクラス毎に定められた「必要出席回数（＝レッスンクラス毎の全授業回数－許容欠席回数）」分の出席が必要となる。
本レッスンは、仕事など何らかの理由で、割り当てられたレッスンクラスに於いて実際の出席回数がこの「必要出席回数」を1回下回る合唱参加者を主たる対象としており、それに該当する合唱参加者が本レッスンを受講することで、前記の通り、出席1回を得ることから「必要出席回数」に於いて出演条件を満たすに至り、出演者用座席券交付を受けることが出来る。
本レッスンへの出席には別途申込が必要となっており、例年概ね11月以降に順次実施告知されている各レッスン会場に於いて申込受付が行われる。
各所属クラスに於ける所定レッスンにて既に公演出演条件をクリアしている合唱参加者であっても受講申込は可能であるが、レッスンクラス毎に受付人数枠が設定されており、「必要出席回数」を1回下回る合唱参加者が優先される。

### リモートレッスン
新型コロナウイルスへの感染拡大を防ぐ目的で、前述したレッスンクラスの設置を全て見合わせたことに伴って2020年から実施するeラーニング方式の動画配信レッスン。受講するには「1万人のフロイデ倶楽部」への登録、指定のクレジットカード（または指定のコンビニエンスストア経由の振り込み）による参加料の事前納付、インターネットで動画を再生できる環境（配信開始時点で最新のブラウザなど）を要する。
2020年には、9月20日（日曜日）から11月28日（土曜日）まで、毎日10:00から最新の動画を配信。公式サイトでは、9月14日（月曜日）からレッスンの登録・動画配信専用のページを開設していた。前述した目的を踏まえて、受講に必要なアカウントは、申込者1名につき申込者本人の名義で1つだけ割り当てられた。
基本として「パート別レッスン」（月曜日：アルト、火曜日：ソプラノ、水曜日：テノール、木曜日：バス）→「アンサンブルレッスン」（金曜日）→「発声・美声レッスンなど」（土曜日）→「佐渡総監督レッスン with西靖（毎日放送アナウンサー）」（日曜日）の順に最新動画を配信。ただし、例年のレッスンクラスのようなレベル分けまでは実施せず、一部のレッスン動画については不定期で配信していた。
レッスン動画の配信ページでは、動画に出演する佐渡や講師とオンラインでやり取りできる機能を設けていない一方で、配信済みの動画（最新動画の配信終了時点で約80本）を公演終了後（12月31日）まで公開。前述した条件を全て満たしていれば、公開期間中に動画を何度でも再生できるため、受講者には「自分のペースで細部にわたって繰り返し練習できる」というメリットが見込まれていた。
2021年には、上記のシステムを踏襲しつつ講師を増員。「初心者・基本コース」「見放題コース」「シングルコース」という申込区分を新たに設けたうえで、7月1日から12月31日まで、85本のレッスン動画を配信している。参加料はコースごとに異なっていて、7月1日から募集を開始した「オフィシャルサポーターズ」の登録者には、全てのコースで会員特典（500円割引）が適用される。さらに、「リモートレッスン」とは別に、9月25日から「オンラインレッスン」を開講。「オンラインレッスン」ではレッスンごとに料金（2,000円）を設定しているが、9月18日までの申込者のうち、希望者には「オンラインレッスンパスポート」（大半のレッスンを受講できる権利）を有料（1名につき19,800円）で発行している。

## オーケストラ構成（第2部）
当興行創始以来、現在の「総監督・指揮」佐渡裕に公演指揮者の座が引き継がれて3年目の年にあたる2001年（平成13年）に開催された第19回公演までは、原則として、京阪神地域を活動本拠としている大阪フィルハーモニー交響楽団、関西フィルハーモニー管弦楽団、京都市交響楽団の各楽団員により管弦楽（オーケストラ）を構成していた（阪神・淡路大震災が発生した1995年（平成7年）に開催された第13回公演では、主要被災地の一つだった神戸市を活動本拠とする神戸フィルハーモニックの楽団員たちもオーケストラ構成員として参加した）。
しかし2002年（平成14年）の第20回公演以降、佐渡の意向もあって、関西に所在する音楽大学の学生から選抜されたメンバーを中心に、日本国内で活動するプロ奏者数名、そしてウィーンから招待されたプロ奏者数名を加えた陣容にてオーケストラを都度結成し、新たに「1万人の第九ユースオーケストラ」という名称を付与した上で管弦楽を担当させるようになった《ウィーンから招かれたプロ奏者の中にはウィーン・フィルハーモニー管弦楽団やウィーン交響楽団の各楽団員も含まれていた》。
さらに2005年（平成17年）に開催された第23回公演からは、同年に佐渡自身が芸術監督を務める兵庫芸術文化センター管弦楽団が結成されたことを受けて、その兵庫芸術文化センター管弦楽団（PACオケ）も参加するようになるが、その一方で、ウィーンからのプロ奏者招請は中断された。
2008年（平成20年）開催の第26回公演に於いては、ウィーンからのプロ奏者招聘が再開されると共に、当公演以降、名称が「1万人の第九オーケストラ」に改められる。
その翌年（2009年；平成21年）に開催された第27回公演から2012年（平成24年）開催の第30回公演にかけては、「1万人の第九オーケストラ」構成員の一部について、従前からの合唱団員募集と並行して一般公募を実施、オーディションにより選抜された若干名を構成員としてオーケストラに迎え入れていた。

その一般公募実施初年にあたる2009年に於ける「1万人の第九オーケストラ」は、前出のPACオケを核として関西で活躍するプロ奏者たちを招き入れて構成すると共に、中国・北京生まれのヴァイオリニストでベルリン・ドイツ交響楽団のコンサートマスターを務めるウェイ・ルーをコンサートマスターとして招請している《ルーはその後、2010年（平成22年）・2012年（平成24年）両開催分に於いてもコンサートマスターとして招請された》。
2010年開催の第28回公演ではPACオケに加えて京都市交響楽団も9年ぶりに参加。更に翌2011年（平成23年）開催の第29回公演では、それら2団体に加え、同年東北地方を中心に見舞われた東日本大震災による被害が顕著だった地域の一つ、宮城県内に活動本拠を有するプロオーケストラ、仙台フィルハーモニー管弦楽団の楽団員も参加、これにより“PACオケ・京都市響・仙台フィル”の3団体によるジョイントが実現した。プロオーケストラ3団体によるジョイントは、“大阪フィル・関西フィル・京都市響”の3団体ジョイントによる管弦楽の最終回となった2001年開催の第19回公演以来10年ぶりのことである。
2012年開催の第30回公演から2019年開催の第37回公演まではPACオケの単独参加に戻っていたが、観客向けの案内には「1万人の第九オーケストラ」という表記を用いていた。
2020年開催の第38回公演では、PACオケに加えて、佐渡が指導する「スーパーキッズ・オーケストラ」の出演を予定していた。しかし、新型コロナウイルス感染拡大の影響で大阪城ホールでの興行が中止されたため、代替措置として実施されたインターネット向けのライブ配信コンサートではPACオケが単独で演奏を担った。
2021年開催の第39回公演では、PACオケに加えて、大阪府立淀川工科高等学校吹奏楽部の部員が演奏を担った。12月18日に本放送のダイジェスト番組では、大阪府立淀川工業高等学校の教諭時代から同部を長らく指導してきた丸谷明夫（大阪府立淀川工科高等学校名誉教諭・全日本吹奏楽連盟理事長・大阪音楽大学客員教授）が公演の2日後（同月7日）に76歳で死去したことを受けて、部員による『エール』（FUNKY MONKEY BΛBY'S）の伴奏シーンの映像に「スペシャルサンクス 丸谷明夫 大阪府立淀川工科高等学校名誉教諭・吹奏楽部顧問」という字幕を添えることで丸谷への弔意を示している。なお、2022年開催の第40回公演からは、PACオケの単独参加が復活。

## 放送について
当興行は、テレビ放送されることを前提に企画・準備されている《最初に当興行が発案された段階に於いても公演の模様を自局に於いて放送することを想定していた》。実際当興行の模様は、公演終了後、後日に公演主催者たるMBSに於いて、地上波及びBS向けに、それぞれドキュメンタリー形式のテレビ番組として制作・放送されてきている。このことから、当興行を視聴者参加型番組の一つとして捉えることも出来る。番組自体の所要時間は、地上波向け・BS向け共に1時間弱（公称）となっている。
ドキュメンタリー形式にて番組制作されるのは、1983年の第1回公演開催に前後して、当時のテレビ制作担当部署内に於いて、限られた放送時間枠の中でどこに焦点を当てて番組を制作するかをめぐって議論が繰り返され、最終的にコンサートの本質を追い求める形で番組制作することで決着がついたという経緯による。
なお当興行に係るドキュメンタリー番組に於いては、地上波向け・BS向けとも、公演の模様は抜粋される形で紹介されている。そのため公演の模様をフルに楽しみたい向きに、ライヴ収録された音楽ソフト類が別途制作・販売されている《後記「ライヴ収録音楽ソフト・音楽配信」項を参照》。

### 地上波向け番組

#### 概要
1983年（昭和58年）の当興行創始時から続く番組形態である。
1999年（平成11年）に公演指揮者が現在の佐渡裕に入れ替わってからは、基本的に、佐渡や第1部ゲスト出演者など公演回毎に当興行のステージを踏んだ著名人が画面上に登場しているが、公演年によって、第1部ゲスト出演者を切り口に番組構成するケースもあれば、別の著名人の視点から番組を構成し第1部ゲスト出演者は公演当日のステージでの演奏場面を映すだけに留めているケースも存在する。

更に「別の著名人」を主人公として登場させるケースでは、第1部ゲスト出演者と公演指揮者の佐渡を除いて公演当日のステージを踏んだ著名人を主人公として登場させる場合もあれば、番組制作に際して新たに起用した著名人をナビゲーター等（画面上に登場しないナレーター役を除く）として画面に登場させる場合も存在する。
例年は、MBS（制作局。近畿広域圏）・北海道放送（HBC：北海道）・TBSテレビ（TBS：関東広域圏）・CBCテレビ（CBC：中京広域圏）・RKB毎日放送（RKB：福岡県）のJNN基幹局5局の同時ネットを基調に54分枠で放送。当興行開催の初期には、放送日が12月の第2土曜日に固定されていた。少なくとも2002年（平成14年）から2017年（平成29年）までは、12月24日に放送された2012年（平成24年）を除いて、曜日を問わず「12月23日」に放送されていた。
1983年の第1回は、山陽放送（RSK：岡山県・香川県）、中国放送（RCC：広島県）、山陰放送（BSS：島根県・鳥取県）などでも放送されていた（JNN全局ネットだったかは不明）。
なお、2011年（平成23年）以降、東北地方太平洋側に位置する岩手・宮城・福島の3県各々を放送対象地域とするTBS系列民放局3局（岩手県：IBC岩手放送（IBC）、宮城県：東北放送（TBC）、福島県：テレビユー福島（TUF））に於いても同時ネットによる放映を開始している《詳細は「東北合唱団と東北会場〜ドキュメンタリー番組放映、そして音楽（映像）ソフトへの収録」参照》。
2015年（平成27年）の第33回公演テレビ放送は、エッセイストでタレントの阿川佐和子と、この年の芥川賞を受賞した小説家でお笑いコンビ「ピース」の又吉直樹が案内役を務め、ロックバンド「BREAKERZ」のボーカルでタレントのDAIGOがナレーションを担当した。MBSとの同時ネット局は、HBC・TBS・CBC・RKB・IBC・TBCの6局。
2016年（平成28年）の第34回公演では、スタジオでの公開収録による二者択一形式のクイズ企画を組み込んだ『1万人の第九Presents 国分太一の発見!理由（ワケ）ありクラシック』としてダイジェスト番組を制作。渡辺直美が番組全体のナビゲーター、国分太一（TOKIO）がスタジオパートの司会兼クイズプレゼンター、近藤春菜・箕輪はるか（ハリセンボン）および三戸なつめがクイズのプレゼンター兼解答者、佐渡がクイズの解説役として出演した。
2017年（平成29年）の第35回公演では、国分・又吉・いとうあさこおよび、玉巻映美（毎日放送アナウンサー）の出演による特別番組を、本番当日の12月3日に大阪城ホール内の特設スタジオで収録。本番との同時進行ドキュメント番組『1万人の第九2017 〜日本中の想いが集う日〜』として放送している。なお、MBSとの同時ネット局はHBC・TBS・CBC・RKB・IBC・TBCに加え、宮崎県の宮崎放送（MRT）でも初めて特別番組を放送した。
平成時代で最後の公演に当たる2018年（平成30年）の第36回公演では、マリウス葉（SexyZone）による「1万人の第九合唱団」初参加に焦点を当てた特別番組『1万人の第九 〜SexyZoneマリウス葉 世紀の大合唱に挑戦!〜』を制作。MBSおよび同時ネット局では、例年より遅く、12月29日（土曜日）の16:00 - 16:54に放送した。前年に続いて本番との同時進行ドキュメント番組として構成されたため、本番当日（12月2日）に大阪城ホール内の特設スタジオで実施された収録には、国分とハリセンボンの進行で、羽鳥、佐渡、マリウス、朗読ゲストの有働も出演した。
令和時代最初の公演に当たる2019年（令和元年）の第37回公演では、12月21日（土曜日）の16:00 - 16:54 にダイジェスト番組『1万人の第九2019〜霜降り明星・朝日奈央も感動!令和の大合唱〜』を放送。「お笑い芸人でなかったら佐渡のような指揮者になりたかった」という粗品（霜降り明星）が第2部の朗読、朝日奈央が合唱（ソプラノでの暗譜歌唱）に初めて挑戦した模様や、みちょぱ（池田美優）が公演を初めて鑑賞した模様などを中心に構成した。ちなみにMBSでは、ダイジェスト番組の放送に先駆けて、合唱の初心者、吉本新喜劇座員・松浦景子、レイチェル、当時同局のアナウンサーだった野嶋紗己子に焦点を当てた特別番組『第九はじめてさんの挑戦』を、12月20日（金曜日）の未明（2:30 - 3:00）に関西ローカルで放送した。
2020年（令和2年）には、『1万人の第九 つながろう、今』というタイトルの特別番組を、12月19日（土曜日）の16:00 - 16:54に放送。MBSとの同時ネット局はHBC・TBS・CBC・RKB・IBC・TBCで、本放送の直後から「MBS動画イズム」で本編の動画を配信した。この番組では、リモートレッスンの「佐渡総監督レッスン」動画に出演していた西靖がナレーションを担当。前述した「スモークテスト」、投稿動画の編集現場、宇賀神メグ（TBSテレビアナウンサー）が東京都武蔵野市内で担当した公演中の中継リポートなどの映像も放送された。
2021年（令和3年）の第39回公演では、『1万人の第九2020+1～歓びのミライへ～』という特別番組を12月18日（土曜日）の16:00 - 16:54に放送。歴代最年少ゲスト（出演の時点で3歳）の「ののちゃん」（村方乃々佳）に焦点を当てた構成で、前年の同時ネット局に青森テレビ（ATV）が加わったほか、第24・25回公演司会の高井美紀（毎日放送アナウンサー）がナレーションを務めた。
2022年（令和4年）には、第40回公演を「記念公演」として開催したことを背景に、公演の総合司会に初めて加わった小瀧望（当時はジャニーズWESTに所属）をメインパーソナリティに迎えて『1万人の第九 LIFE is SYMPHONY～歌って、世界中をしあわせにしよう～』（TBS系列全28局の同時ネットによる特別番組）を12月17日（土曜日）の16:00 - 16:54に放送。この年以降のダイジェスト番組では、放送の直後から1週間限定で、本編のアーカイブ動画をTVerで配信している。
なお、MBSで2022年11月13日から日曜日の深夜（月曜日の未明）に月1 - 2回のペースで編成されている『発掘!アーカイブ探検隊』（過去に放送された自社制作番組のほぼ全編にわたる再放送を関西ローカル向けに実施する番組）では、40年にわたる公演の歴史を振り返る特集を同年12月11日深夜（12日未明）放送分の第3回で放送。第1回公演のダイジェストから武田鉄矢（総合司会）による『歓喜の歌』の朗読と『第4楽章』の演奏・合唱シーン、佐渡からのリクエストで1999年（平成11年）の第17回公演（自身が初めて指揮を任された公演）・2011年の第29回公演（東日本大震災で甚大な被害を受けた宮城県南三陸町からの生中継による詩の朗読を盛り込んだ公演）ダイジェストからハイライトシーンの映像、2020年の第38回公演ダイジェスト番組内だけで放送されたサントリーのCM（幾田りらによる『第4楽章』英訳詞アレンジバージョンの歌唱音源を使用した企業CM）を改めて流した。さらに、再放送に向けて第40回公演の前にMBSの本社内で収録された佐渡へのインタビュー映像を放送したほか、第40回公演のダイジェストから一部の映像の先行放送も実施していた。
2023年（令和5年）には、『サントリー1万人の第九　ひびきあう、今～MORE THAN MUSIC～』というタイトルで、12月16日（土曜日）の16:00 - 16:54にTBS系列全28局の同時ネットで放送。公演の総合司会に初めて加わった田中圭をメインパーソナリティに迎えたほか、松岡茉優がナレーターを務めた。ちなみに、この年のダイジェスト番組では、2019年以来4年振りに実現した「1万人が大阪城ホールで一堂に会しての合唱」を中心に構成。12月28日（木曜日）の10:30 - 11:24に関西ローカルで編成された『1万人の第九　ひろがるよろこび～ミライ合唱プロジェクト2023～』では、ダイジェスト番組で流れた公演の映像に、『第4楽章』歌唱投稿動画とのコラボレーション映像や『六甲おろし』の演奏・合唱映像（詳細前述）を盛り込んだうえで改めて放送した。
2024年（令和6年）には、『サントリー1万人の第九～今伝えたいBIG LOVE～』というタイトルで、12月14日（土曜日）の16:00 - 16:54にTBS系列全28局の同時ネットで放送することが告知されている。

#### 番組タイトル
現在もインターネット上にデータとして残存している、2003年（平成15年）以降放送分に係る番組タイトルについて、付随して放送されたものも含めて、以下にて列挙する。
- 2003年：『1万人の第九〜山本太郎《第九》を歌う!』[73][注 29]
  - 翌2004年1月11日…『1万人の第九〜山本太郎《第九》を歌う!』（深夜0:30より放映）[1]
- 2004年：『1万人の第九 〜sona《第九》を歌う!〜』
- 2005年：『1万人の第九〜ユンソナ熱唱!!ドイツで見つけた第九誕生の秘密』
- 2006年：『1万人の第九・優香のあいうえ音楽絵本』
- 2007年：『25th 1万人の第九 歌い継ぐ25万人の“歓喜” 共演! 中島美嘉＆久石譲＆佐渡裕』
- 2008年：『1万人の第九 with CHEMISTRY』
  - 翌2009年1月26日…『26th 1万人の第九 〜歌うおもい歌のちから〜』（深夜1:25 - 2:00：関西地区のみ）[注 30]

《2011年11月23日にテレビユー福島（TUF）に於いても放映》
- 2009年：『1万人の第九☆佐渡裕with槇原敬之〜世界にたった一つのコンサート〜』
- 2010年：『1万人の第九 meets 平原綾香 フロイデ×ジョイフル』
- 2011年：『1万人の第九 yell for TOHOKU』
- 2012年：『1万人の第九“30年の物語” 〜すべての人は主人公になる〜』
- 2013年：『羽鳥慎一の1万人の第九音楽旅（ツアー）[注 31]』
- 2014年：『32nd 1万人の第九 〜全部見せます!歓喜の大合唱ができるまで〜』
- 2015年：『1万人の第九 サワコ・又吉のクラシックなんて怖くない♪』
- 2016年: 『1万人の第九Presents 国分太一の発見!理由（ワケ）ありクラシック』
- 2017年: 『1万人の第九2017 〜日本中の想いが集う日〜』
- 2018年: 『1万人の第九 〜SexyZoneマリウス葉 世紀の大合唱に挑戦!〜』
- 2019年: 『1万人の第九2019〜霜降り明星・朝日奈央も感動!令和の大合唱〜』
  - 2019年12月19日…『第九はじめてさんの挑戦』（深夜2:30 - 3:00：関西地区のみ）
- 2020年: 『1万人の第九 つながろう、今』
- 2021年: 『1万人の第九2020＋1〜歓びのミライへ〜』
- 2022年: 『1万人の第九 LIFE is SYMPHONY〜歌って、世界中をしあわせにしよう〜』
  - この年から関連番組を含めて、TVerでの期間限定配信サービスに対応。
    - 『1万人の第九　ミライ合唱プロジェクト　つながろう、音楽の力で。』
      - 2022年12月28日…毎日放送（9:55 - 10:55）、テレビユー福島（15:49 - 16:50）
      - 2022年12月30日…テレビ高知（23:40 - 24:40）
      - 2023年1月10日…IBC岩手放送（25:42 - 26:42）
- 2023年: 『1万人の第九 ひびきあう、今〜MORE THAN MUSIC〜』
  - 『1万人の第九　ひろがる　よろこび〜ミライ合唱プロジェクト2023〜』
    - 2023年12月28日…毎日放送（10:30 - 11:24）
- 2024年:『サントリー1万人の第九～今伝えたいBIG LOVE～』

### BS向け番組

#### 概要
2010年（平成22年）の第28回公演分から2012年（平成24年）の第30回公演分にかけて、それまでの地上波向けドキュメンタリーとは別に制作されていたもので、番組制作自体は地上波向けと同じくMBSが行うが、放映はBS-TBSにて実施していた。
BS向けに制作されるドキュメンタリーに関しては、当興行の舞台裏に潜入したり、メインと位置付けられているベートーヴェン「第九」に纏わる話を展開させるなど、より当興行自体に真正面から向き合うことを目指す番組作りが為されている。
地上波向け番組と異なり、公演指揮者の佐渡は画面に登場するが、第1部ゲスト出演者は基本的に登場しない《公演年により登場しているケースもある》。ただ、公演年によっては第1部ゲスト出演者以外のタレント等が登場するケースが存在する。

#### 番組タイトル
- 2010年：『サントリー1万人の第九〜シンフォニーに首ったけ! 佐渡裕が語るベートーヴェンの魅力』
- 2011年：『【1万人の第九】公式ガイド 大合唱はこうしてつくられる! 〜舞台ウラ公開〜』
- 2012年：『1万人の第九〜篠山輝信100日音楽日記 1万人の第九が愛されるワケ』

### 補足

#### 地上波向け番組の放映について（公式放映局以外）
地上波向けドキュメンタリー番組の放映局に関しては、例年主催者側より公式放映局として発表されている放送局（前記JNN基幹局5局など）に加え、一部のTBS系列民放局に於いても遅れネットの形で放映されてきている。
ここでは、第28回公演分（2010年：平成22年）以降、公式放映局以外でドキュメンタリー番組の放映予定が組まれた放送局および放映日時を下表にて示す《上段「放映期日」・下段「放映時間（公称）」》。第40回（2022年：令和4年）以降の公演では、TBS系列の全28局による同時ネット方式で特別番組を編成しているため、下表では割愛。
| 放映局名              | 2010年 （第28回）      | 2011年 （第29回）      | 2012年 （第30回）      | 2013年 （第31回）      | 2014年 （第32回）      | 2015年 （第33回）      | 2016年 （第34回）      | 2017年 （第35回）      | 2018年 （第36回）      | 2019年 （第37回）      | 2020年 （第38回）      | 2021年 （第39回）      |
| --------------------- | ---------------------- | ---------------------- | ---------------------- | ---------------------- | ---------------------- | ---------------------- | ---------------------- | ---------------------- | ---------------------- | ---------------------- | ---------------------- | ---------------------- |
| テレビユー山形（TUY） | 12月31日 12:00 - 13:00 | 12月31日 11:55 - 12:55 | 12月31日 11:55 - 12:55 | 12月31日 11:50 - 12:50 | 12月31日 12:00 - 13:00 | 12月31日 12:00 - 13:00 | 12月31日 16:00 - 17:00 | 12月29日 09:55 - 10:50 | 制作局と同時ネット     | 12月31日 15:30 - 16:24 | 12月31日 15:30 - 16:24 | 12月29日 09:00 - 9:50  |
| 静岡放送（SBS）       | 12月31日 05:05 - 06:00 | ×                      | ×                      | ×                      | ×                      | ×                      | ×                      | ×                      | ×                      | ×                      | ×                      | ×                      |
| テレビ山梨（UTY）     | ×                      | ×                      | ×                      | ×                      | ×                      | ×                      | 12月31日 16:00 - 17:00 | 12月27日 21:00 - 21:55 | 制作局と同時ネット     | 12月29日 10:00 - 10:54 | 12月31日 15:30 - 16:24 | 12月31日 15:30 - 16:24 |
| 信越放送（SBC）       | 12月30日 16:53 - 17:54 | 12月30日 08:00 - 08:58 | 12月29日 09:30 - 10:28 | 12月28日 09:25 - 10:23 | 12月29日 13:55 - 14:52 | 不明                   | 12月31日 17:25 - 18:20 | 12月31日 05:50 - 06:45 | 12月31日 05:55 - 06:50 | 12月30日 05:55 - 06:50 | 12月29日 06:25 - 07:20 | 12月30日 05:20 - 06:15 |
| 北陸放送（MRO）       | 12月31日 16:00 - 16:55 | 12月31日 16:30 - 17:30 | 12月31日 16:25 - 17:25 | 12月31日 16:30 - 17:30 | 12月31日 15:30 - 16:30 | 不明                   | 12月28日 13:55 - 14:55 | 12月29日 14:50 - 15:45 | ×                      | 12月27日 15:57 - 16:50 | 12月31日 12:00 - 13:00 | ×                      |
| 熊本放送（RKK）       | ×                      | ×                      | 12月31日 09:50 - 10:50 | ×                      | ×                      | ×                      | ×                      | ×                      | ×                      | ×                      | ×                      | ×                      |
| 大分放送（OBS）       | ×                      | ×                      | ×                      | ×                      | ×                      | ×                      | ×                      | ×                      | ×                      | ×                      | ×                      | 12月31日 10:50 - 11:50 |
| 宮崎放送（MRT）       | ×                      | ×                      | ×                      | ×                      | ×                      | ×                      | ×                      | 12月31日 16:30 - 17:25 | 制作局と同時ネット     | 制作局と同時ネット     | ×                      | 12月31日 06:55 - 07:50 |
| 琉球放送（RBC）       | ×                      | ×                      | ×                      | ×                      | ×                      | ×                      | 12月31日 16:00 - 17:00 | 12月31日 15:30 - 16:25 | 制作局と同時ネット     | 12月28日 15:00 - 15:54 | 12月23日 24:14 - 25:14 | 12月23日 24:29 - 25:29 |

上表からも分かる様に公式放映局以外の放映局については毎年一定している訳ではないが、例えば北陸放送については少なくとも2008年頃から毎年放映してきている。

## ライヴ収録音楽ソフト・音楽配信
当興行では、前記で触れたテレビ放映とは別に、コンサートの模様をライヴ収録した音楽ソフト類の販売も行ってきている。
現在取り扱っている収録メディアはCD・DVD・BDの3種類で〔BDは第30回公演分（2012年）より取扱〕、かつてはビデオテープ（VHS）版も取り扱っていた。
これらライヴ収録音楽ソフト類の販売については、一般のCD・レコードショップ店頭では一切行われず、公演前日からの一定期間、主催者であるMBSにおいて直接予約申込受付を行い、その予約受付期間内に集まった予約申込分のみ生産（プレス）して代金引換扱いにて申込者宛に発送するという方式が採られている《完全受注限定生産》。

予約申込手段としては、公演会場に於いて配布される申込書付き案内チラシを使用する方法のほか、2013年開催分（平成25年；第31回）以降は、公演回毎の合唱出演者を対象に、MBS公式サイト内「サントリー1万人の第九」公式サイト附設『1万人のフロイデ倶楽部』サイトよりインターネット経由で予約申込出来るようにもなっている。
2009年の第27回公演分からは、「第九」最終楽章など公演の模様の一部について、「iTunes Store」等の音楽配信サイトにおける有料のネット配信も開始した。
2017年の第35回以降の公演では、当番組やサントリーの公式サイトで、第2部で「第九」を演奏する動画の無料ライブ配信を実施。公式サイトでは、特別番組の放送直前まで、最終楽章のアーカイブ動画を無料で配信している。
2020年の第38回公演では、大阪城ホール内への観客の入場を見合わせたことや、公演の時間を例年から短縮したことに伴って、公演全編の無料ライブ配信を初めて実施。公演翌日（12月7日）の9:00から同月31日の23:59までは、公演のアーカイブ動画も無料で配信している。

### ライヴ収録音楽ソフト類の収録内容
前項で記したテレビ放映分と異なり、会場において予約販売されるライヴ収録音楽ソフト類には基本的にコンサートの模様がそのまま収録される《公演回によっては、これに加えてレッスン風景等も併せて収録されている》。
尤も第1部演奏楽曲に関しては、著作権上の問題や第1部ゲスト出演者自身の意向等により、そのうちの全部または一部が収録されないことがあるほか、特定のメディア種別のみに演奏楽曲の一部が収録されるケースも存在する。
また、演奏の合間に行われるインタビュー等は、基本的にカットされている《例外あり》。

## 歴史

### 沿革

#### イヴェントタイトル
当興行の名称については、以下に示すとおり、創始以来現在に至るまで4度変更されてきている。
- 第1回（1983年） - 第8回（1990年）：サントリーオールド 1万人の「第九」コンサート
- 第9回（1991年） - 第20回（2002年）：SUNTORY 1万人の〔第九〕コンサート
- 第21回（2003年） - 第25回（2007年）：サントリー 1万人の第九[注 1]
- 第26回（2008年） - 第30回（2012年）：サントリー 10000人の第9 〜歌のある星へ〜
- 第31回（2013年） - 現在：SUNTORY 10000 Freude 〜サントリー1万人の第九[注 36]

実際に公演を開くにあたっては、例年、上記イヴェント名称とは別にテーマをひとつ定めてきている。但し、2008年（平成20年）から2012年（平成24年）までの5年間は「歌のある星へ」というテーマで、その表記をイヴェントロゴの中にも組み込む等して固定化される一方、公演回毎にテーマをいちいち定めることを取り止めていた。
また、イヴェント名称が変更となる度に、同時に制定されているロゴマークも新しいものに置き換えられてきている。

#### テーマ・ソリスト陣・ゲスト出演者
ここでは各々の公演回に於ける「第九」ソリスト陣およびゲスト出演者について、先に示した歴代のイヴェント名称毎にグループ分けした上で列挙している。
「第九」ソリスト陣については、公演回により、メゾソプラノ歌手がアルト独唱を務めるケースが存在するが〔特に第16回公演以降は全てメゾソプラノ歌手がアルト独唱を受け持ってきている〕、ここでは楽曲としての「第九」を演奏するに際して必要となる楽器パートの譜面上に於ける表記方に従って“ソプラノ(S)・アルト(A)・テノール(T)・バリトン(Br)”のパート表記の下で列挙している。
ゲスト出演者については、当興行に於いて公式に招請されたアーティスト（個人あるいは団体）のうち、主に公演前半（第1部）のステージを務めるため招請された者（第1部ゲスト出演者）を記載した。この第1部ゲスト出演者に関して、山本直純が公演指揮者を務めた1998年（平成10年）の第16回公演までは、公演回により個人あるいは団体で招かれており〔招き入れなかった公演回も存在〕、その大半は後半（第2部）の「第九」演奏にもそのまま参加しているが、公演指揮者が佐渡裕に入れ替わった1999年（平成11年）の第17回以降は、基本的に第1部のステージ限りとされている。

##### サントリーオールド 1万人の「第九」コンサート
第1回：1983年12月4日「空に漂う1万の歌声。地を揺るがす2百の奏者。心を震わす1万5千の聴衆。歓喜はひとつの渦となる。」
ゲスト：宝塚スター
ソプラノ：桶本栄、アルト：伊原直子、テノール：五十嵐喜芳、バリトン：岡村喬生
第2回：1984年12月2日「喝采、リフレイン、'84」
ソプラノ：大倉由紀枝、アルト：藤川賀代子、テノール：林誠、バリトン：岡村喬生
第3回：1985年12月1日「歓喜は継承される-'85」
ゲスト：宝塚スター
ソプラノ：常森寿子、アルト：荒田祐子、テノール：林誠、バリトン：岡村喬生
第4回：1986年12月7日「いま新たなる感動 '86」
ソプラノ：大倉由紀枝、アルト：藤川賀代子、テノール：林誠、バリトン：岡村喬生
第5回：1987年12月6日「'87-さあ、クライマックスへ」
ソプラノ：豊田喜代美、アルト：荒田祐子、テノール：林誠、バリトン：岡村喬生
第6回：1988年12月4日「'88-飛翔する歓喜」
ゲスト：ウィーン室内合唱団
ソプラノ：奈良ゆみ、アルト：藤川賀代子、テノール：林誠、バリトン：岡村喬生
第7回：1989年12月3日「'89-歓喜のタクト、今高く」
ゲスト：ボン市フィルハーモニー合唱団、花博コンパニオン
ソプラノ：奈良ゆみ、アルト：荒田祐子、テノール：若本明志、バリトン：岡村喬生
第8回：1990年12月2日「'90-響きあう自由と歓び」
ゲスト：ベルリン・バッハ合唱団
ソプラノ：奈良ゆみ、アルト：藤川賀代子、テノール：若本明志、バリトン：岡村喬生

##### SUNTORY 1万人の〔第九〕コンサート
第9回：1991年12月1日「響きあう、大いなる歓喜。」
ゲスト：堀内孝雄、日本全国9ブロックの市民合唱団
ソプラノ：松本美和子、アルト：永井和子、テノール：鈴木寛一、バリトン：木村俊光
第10回：1992年12月6日「そして歓喜は響き、歴史となる。」
ソプラノ：松本美和子、アルト：田中淑恵、テノール：若本明志、バリトン：多田羅迪夫
第11回：1993年12月5日「響きあって、新楽章へ。」
ゲスト：浜村淳と「ありがとう合唱団」
ソプラノ：塩田美奈子、アルト：荒田祐子、テノール：五郎部俊朗、バリトン：田中勉
第12回：1994年12月4日「響け、ここより世界の空へ。」
ゲスト：関西国際空港合唱団、あどラン合唱団、浜村淳と「ありがとう合唱団」
ソプラノ：井岡潤子、アルト：持木文子、テノール：角田和弘、バリトン：三浦克次
第13回：1995年12月3日「響きあって、あしたへ。」
ゲスト：ブリスベンからの合唱団、神戸フィルハーモニック
ソプラノ：塩田美奈子、アルト：伊原直子、テノール：若本明志、バリトン：田島達也
第14回：1996年12月1日「響け、アジアの熱き心よ。」
ゲスト：ディック・リー、アジアの留学生合唱団
ソプラノ：陳素娥《中国》、アルト：永田直美、テノール：チン・ヨン《マレーシア》、バリトン：金寛東《韓国》
第15回：1997年12月7日「時を重ね、未来に響く。」
ゲスト：ウィーン少年合唱団（シューベルト組）、15回記念特別合唱団
ソプラノ：中丸三千繪、アルト：菅有実子、テノール：田代誠、バリトン：三原剛
第16回：1998年12月6日「魂が響く、時代が動く。〜ベートーヴェンとガーシュインがここに出会う。」
ゲスト：日野皓正、KONISHIKI
ソプラノ：蒲原史子、アルト：森山京子、テノール：水口聡、バリトン：三浦克次
第17回：1999年12月5日「新たに出会う、時代がある。初めて感じる、響きがある。」
ソプラノ：安保淑子、アルト：手嶋眞佐子、テノール：田中誠、バリトン：黒田博
第18回：2000年12月3日「21世紀に祝福を。〜ようこそ歓喜が響くステージへ。」
ゲスト：山下洋輔
ソプラノ：大岩千穂、アルト：手嶋眞佐子、テノール：田中誠、バリトン：黒田博
第19回：2001年12月2日「一人一人の第九を、世界へ。」
ゲスト：原朋直
ソプラノ：鵜木絵里、アルト：坂本朱、テノール：吉田浩之、バリトン：福島明也
第20回：2002年12月1日「1万人の挑戦。」
ゲスト：平井堅
ソプラノ：浜田理恵、アルト：坂本朱、テノール：吉田浩之、バリトン：福島明也

##### サントリー 1万人の第九
第21回：2003年12月7日「手をつなごう。時をつなごう。」
ゲスト：森山直太朗
ソプラノ：浜田理恵、アルト：中島郁子、テノール：吉田浩之、バリトン：福島明也
第22回：2004年12月5日「クラシック音楽の感動がある。躍動がある。」
ゲスト：ミッシャ・マイスキー
ソプラノ：大岩千穂、アルト：坂本朱、テノール：吉田浩之、バリトン：キュウ・ウォン・ハン
第23回：2005年12月4日「家族がひとつになれば、きっと世界もひとつになれる。」
ゲスト：森山良子
ソプラノ：大岩千穂、アルト：坂本朱、テノール：吉田浩之、バリトン：キュウ・ウォン・ハン
第24回：2006年12月3日「わたしを歌う。みんなと歌う。」
ゲスト：元ちとせ
ソプラノ：田村麻子、アルト：手嶋眞佐子、テノール：吉田浩之、バリトン：キュウ・ウォン・ハン
第25回：2007年12月2日「25万人の歌声をつないで、未来に贈ろう。」
ゲスト：中島美嘉
ソプラノ：田村麻子、アルト：林美智子、テノール：吉田浩之、バリトン：キュウ・ウォン・ハン

##### サントリー 10000人の第9 〜歌のある星へ〜
第26回：2008年12月7日
ゲスト：CHEMISTRY
ソプラノ：田村麻子、アルト：坂本朱、テノール：吉田浩之、バリトン：キュウ・ウォン・ハン
第27回：2009年12月6日
ゲスト：槇原敬之
ソプラノ：田村麻子、アルト：福原寿美枝、テノール：吉田浩之、バリトン：キュウ・ウォン・ハン
第28回：2010年12月5日
ゲスト：平原綾香
ソプラノ：安藤赴美子、アルト：手嶋眞佐子、テノール：吉田浩之、バリトン：キュウ・ウォン・ハン
第29回：2011年12月4日
ゲスト：平原綾香、和合亮一
ソプラノ：横山恵子、アルト：手嶋眞佐子、テノール：西村悟、バリトン：甲斐栄次郎
第30回：2012年12月2日
ゲスト：森山良子、辻井伸行、槇原敬之（シークレットゲスト）
ソプラノ：横山恵子、アルト：谷口睦美、テノール：西村悟、バリトン：キュウ・ウォン・ハン

##### SUNTORY 10000 Freude 〜サントリー1万人の第九
第31回：2013年12月1日「歌おう、よろこびに向かって。」
ゲスト：加山雄三
ソプラノ：並河寿美、アルト：手嶋眞佐子、テノール：西村悟、バリトン：キュウ・ウォン・ハン
第32回：2014年12月7日「みんなに広がれ！よろこびのうた。」
ゲスト：May J.
ソプラノ：並河寿美、アルト：手嶋眞佐子、テノール：吉田浩之、バリトン：キュウ・ウォン・ハン
第33回：2015年12月6日「ともに歌う、夢へ。」
ゲスト：Little Glee Monster《オープニングアクト》、アリス＝紗良・オット、石坂団十郎
ソプラノ：並河寿美、アルト：林美智子、テノール：佐野成宏、バリトン：キュウ・ウォン・ハン
第34回：2016年12月4日
ゲスト：Little Glee Monster、リュカ・ドゥバルグ、佐々木蔵之介
ソプラノ：並河寿美、アルト：谷口睦美、テノール：西村悟、バリトン：キュウ・ウォン・ハン
第35回：2017年12月3日「ともに、歌う歓び。」
ゲスト：くるり、服部百音、小栗旬
ソプラノ：鷲尾麻衣、アルト：谷口睦美、テノール：吉田浩之、バリトン：キュウ・ウォン・ハン
第36回：2018年12月2日「歌い継ぐ、歓び。」
ゲスト：ベンヤミン・アップル（バリトン）、村上明美（ピアノ）、有働由美子
ソプラノ：小川里美、メゾソプラノ：清水華澄、テノール：吉田浩之、バリトン：キュウ・ウォン・ハン
第37回：2019年12月1日
ゲスト：東儀秀樹・典親親子、山崎まさよし、松室政哉、霜降り明星（粗品・せいや）、Fabulous Sisters（ダンスパフォーマンスチーム）、みちょぱ
ソプラノ：並河寿美、メゾソプラノ：清水華澄、テノール：西村悟、バリトン：キュウ・ウォン・ハン
第38回：2020年12月6日「つながろう、今」（インターネット向けの動画ライブ配信コンサートとして開催）
ゲスト：反田恭平（ダイジェスト番組では「友情出演」と紹介）
ソプラノ：並河寿美、メゾソプラノ：清水華澄、テノール：行天祥晃、バリトン：甲斐栄次郎
第39回：2021年12月5日「歓びのミライへ」（公演動画のインターネット向けライブ配信も実施）
ゲスト：FUNKY MONKEY BΛBY'S、ののちゃん（村方乃々佳）、寺内健・青柳晃洋・須崎優衣（いずれもこの年の夏季に開催された2020東京オリンピックの日本代表選手）
ソプラノ：並河寿美、メゾソプラノ：清水華澄、テノール：行天祥晃、バリトン：甲斐栄次郎
第40回：2022年12月4日「LIFE is SYMPHONY」（第2部のみ公演動画のインターネット向けライブ配信を実施）
ゲスト：布袋寅泰、角野隼斗
ソプラノ：高野百合絵、メゾソプラノ：清水華澄、テノール：西村悟、バリトン：甲斐栄次郎
第41回：2023年12月3日「ひびきあう、今～MORE THAN MUSIC」（第2部のみ公演動画のインターネット向けライブ配信を実施）
ゲスト：EXILE TAKAHIRO、大竹耕太郎（第2部のサプライズゲスト）
ソプラノ：高野百合絵、メゾソプラノ：清水華澄、テノール：笛田博昭、バリトン：平野和（ひらの・やすし）
第42回：2024年12月1日「BIG LOVE ともに響きあう～What a Wonderful Symphony～」（第2部のみ公演動画のインターネット向けライブ配信を実施）
ゲスト：絢香、亀井聖矢
ソプラノ：高野百合絵、メゾソプラノ：谷口睦美、テノール：笛田博昭、バリトン：平野和
特別編：1万人の第九EXPO2025 4月13日（公演動画のインターネット向けライブ配信を実施）
ソリストは第42回と同じ

#### 第2部ゲスト出演者および出演企画
当興行に於いてこれまでに公式に招請されてきているゲスト出演者は、その大半が主に前半（第1部）のステージを務める存在（第1部ゲスト出演者）として迎えられているが、公演回によっては「第九」演奏などが組まれている後半（第2部）のステージのため別途著名人が招かれることもあった。
その大半は「1万人の第九特別合唱団」〔2007年（平成19年）開催の第25回公演以降は「1万人の第九合唱団」〕の一員として他の一般合唱参加者に混じって「第九」演奏に参加するために招かれているが、「第九」演奏とは別に用意された企画への出演のために招かれたケースも存在する。
ここでは公演第2部のステージを務めるためのゲスト出演者を別途招請した公演回について、一覧にして示す。
なお、第2部に於けるゲスト出演者の中には、当興行の主催者たるMBSの自社制作テレビ番組に於ける企画のため送り込まれたMBSアナウンサーも含まれている。
| 氏名                                                                   | 公演回 | 出演企画               | その他記事 |
| ---------------------------------------------------------------------- | ------ | ---------------------- | --- |
| 岩崎ひろみ                                                             | 第15回 | 合唱参加《パート不明》 | 当該公演回に係るドキュメンタリー番組の主人公として登場 |
| 山本太郎                                                               | 第21回 | 合唱参加（テノール）   | 『1万人の第九 山本太郎「第九」を歌う』に主人公で登場。 また第1部のステージにも登場し、パフォーマンスを見せた。 |
| ユンソナ                                                               | 第22回 | 合唱参加（ソプラノ）   | 『1万人の第九 sona第九を歌う！』（MBS）に主人公で登場 |
| ユンソナ                                                               | 第23回 | 合唱参加（ソプラノ）   | 『1万人の第九〜ユンソナ熱唱!!ドイツで見つけた第九誕生の秘密』（MBS）に主人公で登場 |
| 鈴木亮平                                                               | 第29回 | 合唱参加（テノール）   | 『【1万人の第九】公式ガイド 大合唱はこうしてつくられる!〜舞台ウラ公開〜』（BS-TBS）に主人公で登場 |
| 鈴木健太                                                               | 第30回 | 合唱参加《パート不明》 | MBSで当時放送されていたテレビの深夜番組『ENT』の一企画として合唱参加 |
| 仲間由紀恵                                                             | 第31回 | 朗読                   | フリードリヒ・フォン・シラー『歓喜に寄せて』 |
| 井川遥                                                                 | 第32回 | 朗読                   | フリードリヒ・フォン・シラー『歓喜に寄せて』 |
| 栗山千明                                                               | 第33回 | 朗読                   | フリードリヒ・フォン・シラー『歓喜に寄せて』 |
| 佐々木蔵之介                                                           | 第34回 | 朗読                   | フリードリヒ・フォン・シラー『歓喜に寄せて』 |
| 小栗旬                                                                 | 第35回 | 朗読                   | フリードリヒ・フォン・シラー『歓喜に寄せて』 |
| 有働由美子                                                             | 第36回 | 朗読                   | フリードリヒ・フォン・シラー『歓喜に寄せて』 |
| マリウス葉（SexyZone）                                                 | 第36回 | 合唱参加（テノール）   | 『1万人の第九～SexyZoneマリウス葉 世紀の大合唱に挑戦!～』（MBS）に主人公で登場 |
| 野嶋紗己子                                                             | 第37回 | 合唱参加（ソプラノ）   | MBSテレビの情報番組『ちちんぷいぷい』金曜日の新人アナウンサー挑戦企画「しみのじチャレンジ ラララ♪ラン」の一環で合唱参加 |
| 松浦景子 （吉本新喜劇）                                                | 第37回 | 合唱参加（ソプラノ）   | 「1万人の第九アンバサダー」としての活動の一環で合唱参加 |
| 朝日奈央                                                               | 第37回 | 合唱参加（ソプラノ）   | 『1万人の第九2019』（MBS）の企画の一環で合唱参加 |
| レイチェル （吉本新喜劇）                                              | 第37回 | 合唱参加（バス）       | 『第九はじめてさんの挑戦』（MBS）の企画の一環で合唱参加 |
| 粗品 （霜降り明星）                                                    | 第37回 | 朗読                   | フリードリヒ・フォン・シラー『歓喜に寄せて』の朗読を担当。相方のせいやと共に、第1部からゲストとして出演していた。総合司会を務めた翌2020年の第38回公演でも、進行の一環で一部のフレーズを朗読。                                             |
| 海渡未来                                                               | 第40回 | 合唱参加（ソプラノ）   | 「第九をいっしょに歌い隊員」（「『第4楽章』歌唱動画投稿企画」のPRを兼ねたアンバサダー）としての活動の一環で合唱参加。MBSの新人アナウンサーながら、40年にわたる公演の歴史を回顧した『発掘!アーカイブ探検隊』（詳細前述）で進行を担当した。 |
| 田中圭                                                                 | 第42回 | 朗読                   | 第41回（司会）に続いての出演 |
| 【備考】 氏名を太字で表記している人物は、出演時点でMBSのアナウンサー。 |        | 朗読                   | |

第38回公演（2020年）の「奇跡の『第4楽章』リモート合唱企画」（「『第4楽章』歌唱動画投稿企画」の前身）には、（アンバサダーの川地洋平・司会進行担当の野嶋を含む）MBSアナウンサー（12名）、他のJNN加盟局からの代表者（TBSテレビアナウンサーの宇賀神など）、各界の著名人（毎日放送制作番組へのレギュラー出演者など）などが参加。川地は大阪城ホール内での合唱にテノールパートで参加することも予定していたが、有料興行の中止に伴って、公演の当日には『ちちんぷいぷい』向けにホール内でライブ配信システムなどの取材を担当した。
「第4楽章」の歌唱動画投稿企画では、第39回公演（2021年）から「サントリー1万人の第九　ミライへつなぐ第4楽章! アナウンサーと一緒に歌おう企画」を新たに実施。毎日放送を除くJNN加盟局のアナウンサーを代表して、以下のアナウンサーが動画で合唱に参加している（所属局は参加の時点で表記）。
2021年（第39回公演）：宇賀神メグ（TBSテレビ）、金城茉里奈（北海道放送）、三浦菜摘（東北放送）、山内彩加（CBCテレビ）、田畑竜介（RKB毎日放送）、仲村美涼（琉球放送）
2022年（第40回公演）：宇賀神メグ（TBSテレビ）、金城茉里奈（北海道放送◎）、佐藤朱（東北放送）、佐藤玲奈（テレビユー福島◎）、工藤淳之介（新潟放送◎）、石橋弘崇（北陸放送◎）、国司憲一郎（山陽放送◎）、村山仁志・住吉光（長崎放送◎）、
毎日放送の『よんチャンTV』（『ちちんぷいぷい』の後継番組）では、この年に入社した海渡が「第九をいっしょに歌い隊員」としてJNN加盟他局の一部を訪問した模様を、「海渡未来の第九をいっしょに歌い隊」と称して10月26日から公演の3日前（12月1日）まで毎週木曜日に関西ローカルで放送。訪問局（◎）では、リモート合唱企画のPRを兼ねて、海渡がローカル番組にゲストで出演していた。ちなみに、佐藤玲奈は海渡から「第九をいっしょに歌い隊福島支部長」、住吉は「九州支部長」に任命。公演後の12月28日（水曜日）からは、「海渡未来の第九をいっしょに歌い隊」からのスピンオフによる特別番組として、『1万人の第九　ミライ合唱プロジェクト　つながろう、音楽の力で。』をJNN加盟局の一部で順次放送している（詳細前述）。
1万人の合唱が大阪城ホールで再開された第41回公演（2023年）では、上記のような特別企画が実施されなかったものの、JNNの加盟局に勤務するアナウンサーから海渡、石橋、住吉、後藤舜（東北放送）、青木美菜（テレビ山梨）、米満薫（熊本放送）がホール内での合唱に参加している。

#### 司会進行役
氏名を太字で表記した人物は、担当の時点でMBSアナウンサー。
- 第1回：武田鉄矢、小池清
- 第2回：遥くらら、高梨欣也
- 第3回：紺野美沙子、高梨欣也
- 第4回：紺野美沙子、高村昭
- 第5回：神崎愛、平松邦夫
- 第6 - 9回：平松邦夫
- 第10・12・16回：平松邦夫、岩城潤子
- 第11回：子守康範、岩城潤子
- 第13回：高梨欣也、岩城潤子
- 第14回：馬野雅行、岩城潤子
- 第15回：野村啓司、岩城潤子
- 第17回：内藤剛志、岩城潤子
- 第18回：内藤剛志
- 第19回：小倉智昭
- 第20 - 23回：小倉智昭、上田悦子
- 第24・25回：小倉智昭、高井美紀
- 第26回：小倉智昭、斎藤裕美
- 第27 - 30回：小倉智昭、松本麻衣子[注 62]
- 第31回：羽鳥慎一、松本麻衣子[98]
- 第32 - 35回：羽鳥慎一、豊崎由里絵[注 63]
- 第36回：羽鳥慎一、玉巻映美[注 64]
- 第37回：河田直也[注 65]
- 第38 - 39回：粗品（霜降り明星）[注 66][6]、野嶋紗己子[注 67]
- 第40回：小瀧望（ジャニーズWEST）[注 68][8]、野嶋紗己子
- 第41回：田中圭[99]、野嶋紗己子[注 69]
- 第42回：松岡茉優、三ツ廣政輝

### 第1回公演の実現まで
このイベントの構想が持ち上がったのは、創始前年にあたる1982年（昭和57年）のことであった。

#### 背景
高度経済成長に続く安定成長期にあって着実な発展を遂げていた日本経済ではあったが、その一方で首都・東京への一極集中は戦後急速に進み、1980年代に入ってから、それは東京と地方との顕著な格差となって現れていた。このことは経済面のみならず文化・情報面においても同じことであり、めぼしい文化イベントが関西を素通りしてしまうなど、関西は取り残されている格好となっていた。
こうしたことに対する危機感を背景にして、1982年4月に「大阪21世紀協会」が設立され、翌年（1983年）策定された“大阪21世紀計画”の中核推進機関としての役割を果たすことになる。この“21世紀計画”の中でメインとなったのは、この計画策定と年を同じくして大阪城の築城400周年を迎えることを記念して大阪市が企画した「大阪築城400年まつり」であり、そのメイン会場と位置づけられていたのが大阪城天守閣から北東約500mの大阪城公園内に当時建設中だった大阪城ホールであった。この新しいアリーナ形式文化施設をめぐり、様々な企画が生まれていた。

#### 企画立案へ
「大阪21世紀協会」が設立された1982年4月、毎日放送社内では事業本部が設置され、当時同社テレビ本部長だった斎藤守慶（後に社長、会長を歴任）が事業本部長に就任。
この当時、昭和50年代後半は第2次オイルショックのさなかにあり、放送メディア界は広告収入の低迷にあえいでいた。毎日放送も例外ではなく、テレビスポットの需要低迷に悩まされていた。そのような状況下ではあったが、「大阪21世紀協会」の音頭取りによる「大阪築城400年まつり」のメイン会場でまだ建設段階にあった大阪城ホールをめぐって、立ち上げられて間もない事業本部のところにも様々な企画が寄せられていた。
それらの中の一つに、ラジオ制作部から出されていた「1万人の大合唱」というものがあり、事業本部長の齋藤がこれに注目していた。この企画案は「とにかく1万人の人々を集めてブラスバンド付きの大合唱大会を開く」という内容のものであったが、齋藤はそこで、大阪城ホールの完成が年の暮れになること、既に「第九」が日本の年の瀬を彩る国民的行事と化していたことに気づき、そこからベートーヴェンの「第九」を1万人の大合唱付きでやるという“1万人の第九”なるアイディアを思いついた。
これがきっかけとなって一視聴者参加型番組としての「1万人の第九」企画立案へとつながったわけだが、この企画立案段階では、この後に記す「大阪築城400年まつり」の一環という位置づけとして捉えていて、いわば1回限りの単発イベントとして進行していた模様である。
そしてこの年（1982年）の終わり近くに、大阪21世紀協会に「大阪築城400年まつり」への参加のための企画書を提出。同協会における企画の採用決定とスポンサー選定を経て、翌年（1983年）の3月に「1万人の第九実行委員会事務局」を設置した。実際には大阪城ホールの完成前に企画が立てられたため、開催に当たってはホールの設計図と照らし合わせながら準備が進められた。

#### スポンサー選定
企画立案段階より、本コンサートが前代未聞の巨大規模の「第九」コンサートとなるゆえに、見込まれる予算の額も莫大なものとなることが予想された。そのためスポンサー探しは必須のものであったわけだが、「大阪築城400年まつり」の一環として実施される以上、在阪企業であることが望ましいとの考えがあった。
そこで、大阪市内の堂島に本拠を構え、サントリー音楽賞を制定するなど、音楽文化に対する強い理解を示していることでも有名なサントリーに白羽の矢が立ち、1983年（昭和58年）の年明け早々、冠スポンサーとしての協賛を依頼した。これに対して、やはり音楽に対する造詣の深かった社長の佐治敬三は、これは文化の薫り高い優れた企画と直感、申し出を快諾したと言われている。

#### 指揮者の人選
指揮者の人選については、企画立案段階では、大阪フィルを日本有数のオーケストラに育て上げた関西音楽界の重鎮で、日本指揮者協会会長の朝比奈隆の起用を想定していた。ところが、実行委員会事務局のメンバーからの要請を受ける形で行われた朝比奈と、当時大阪フィル理事兼運営委員長だった野口幸助の両者の話し合いの中で、このイベントにはお祭りの要素を含んでいる、として朝比奈には不向きとの考えを示していたという。そして、どちらかといえば大きなステージに向いている山本直純が適している、との結論に達し、朝比奈からの推薦等を経てその山本が指揮台に立つこととなった。ちなみに山本は、当時既にテレビ番組・CMへの出演を通じて一般大衆の間でも広く知られる存在となっていた。
朝比奈の推薦を受けて実行委員会事務局のメンバーが当時山本の所属していた東京の音楽事務所を訪問、山本に公演指揮者への就任を要請、これに対して山本は、当時たまたま自身が司会進行役を務めていたテレビ番組『オーケストラがやってきた』が終わった直後ということもあり、その番組の延長線上にあるものと自ら捉えていたのだが、一方で一般公募で結成された素人による大合唱団を公演指揮者として向き合うことに大きな不安を抱いていた。
とはいえ「朝比奈からの勅命」とも捉えていた山本は、最終的に事務局メンバーからの要請を受諾したわけであるが、のちになって山本自身が信頼を置く人物に完成したばかりの大阪城ホールで行われたオープニング・コンサートに聴きに行かせて音質を確かめさせるなど、不安は尽きなかった。
以上の経緯から、過去に本イヴェントに於いて朝比奈を“「1万人の第九」生みの親”と紹介したことがある。

#### 報道発表と合唱団員募集
「1万人の第九実行委員会事務局」を設置してから2か月後の5月30日、大阪キャッスルホテルにて記者発表が行われ、主催者側の出席者たちと共に公演の指揮を務める山本や、出演予定の宝塚スターの面々が顔を揃えた。この模様は翌日の新聞各紙にて一斉に報じられたが、産経新聞が写真入りで最も大きく取り上げている。
そしてこの記者発表の翌日から合唱団員募集が始まったわけであるが、当時設定された応募締切の2日後にあたる7月17日の時点で応募者数が5,000人に達していた《この時既にアマチュア合唱団やプロ、セミプロの合唱団などから2,000人分の参加約束をとり付けていた》。なお、この合唱団員募集については読売系列のスポーツ紙であるスポーツ報知（報知新聞）が最も詳しく報じている。
このように、大阪キャッスルホテルで開かれた記者発表の模様にせよ、そしてその翌日から始まった合唱団員募集の内容にせよ、一番大きく取り上げたのが、後援に名を連ねる毎日新聞系列以外の新聞メディアであったことが興味深いところである。
このあとレッスンクラスの開講を迎えることになるわけであるが、第1回公演当時のレッスンの受講は、今と若干異なるもので（現在のレッスン受講の仕組みについては前記「レッスン受講のこと」の項を参照）、まず前記の参加者募集を行い、その募集結果等をふまえて、レッスン会場を確保してレッスンクラスを設定、参加申込者が自らの経験・スケジュール等から最も都合のいいレッスンクラスの受講者登録を、そのクラスが開講されるレッスン会場に直接出向いて、行うというやり方であった。その他、50人以上の団体参加者を対象に、事務局から指導者を派遣する「出前レッスン」（出張レッスン）も用意した。

#### レッスン開始から本番まで
レッスン開始を前にして、7月の終わりに合唱指導者たちを毎日放送のミリカホールに集めて「モデルレッスン」を実施。その狙いは、公演指揮者の山本が大フィル合唱団と高槻市民合唱団を直接指導することで、合唱指導者たちに指導法の統一と要点確認をさせることにあった。
そして8月21日より順次レッスンは開始された。コーラスグループから参加した人は別にして、個人で参加していた人のほとんどは「第九」未経験や合唱自体が未経験の人も多かった。それでいて公演では原語（ドイツ語）でかつ暗譜で歌わねばならないという主催者からの要求もあり、約3か月というレッスン期間の中で、参加者はもちろんのこと、合唱指導者でさえも苦労の連続だったと言われている。そのためもあってか、レッスンクラスによっては最終的に受講者数が5分の1にまで激減したところもあった。それでも所定のレッスンを堪え抜いてきた6千数百人が、晴れて本番のステージへと進むことができた。
なお指揮者の山本自身も、このレッスン期間中、計3回レッスン会場を巡回していた。

#### 公演会場における音響の問題
音響面についても苦労の連続だった。公演会場としてアリーナ式体育館を使うという、それまでのクラシック音楽のコンサートの常識からでは到底考えられない巨大な空間での演奏会となったために、特に会場内の残響時間の問題は切実なものだった。
一般にクラシック音楽、それもこのイベントのように、オーケストラを使った演奏に適した残響時間は2秒程度とされている。ただし、この適正な残響時間というのは、会場の容積に左右されるとも言われ、主催者サイドの音響技術陣は、大阪城ホールのような巨大な空間では3秒前後の残響時間で自然な音場が作られると考えていた。工事段階で聞かされた、大阪城ホール自体の完成時初期状態における仕様上の残響時間は1.6秒だったが、舞台等の設営と聴衆の入場により、公演時点において予想される残響時間は、その仕様上の残響時間を下回る「1秒以下」であったという。ポピュラー系のコンサートならばスピーカーによる増幅で乗り切ることが可能だが、楽器等の生の音を楽しむことが前提のクラシック音楽系統のコンサートではスピーカーの増幅だけでは音が濁ってしまう。加えて巨大空間の中では、オーケストラと合唱団との距離の遠近により、客席にはバラバラに音が届いてしまうことも予想された。
そこで音響技術陣は、電気的音響技術を駆使して、巨大空間にあってもクラシック音楽の演奏にふさわしい音環境に極力近づけるべく、毎日放送社内施設を使って実験を重ねるなど、試行錯誤を繰り返していた《音響心理的現象の一つである「ハース効果」をシステマティックに応用することを考案していた》。そして本番1週間前（11月27日）、完成して間もない大阪城ホールに於いて実施したリハーサルの場で、バラバラに聞こえていた音を見事一つの音にまとめることに成功した。

#### 公演本番
公演会場で行われる日程としては、現在では本番前日にリハーサル（総合リハーサル。ただし一時期、新聞紙上に掲載された合唱団員募集記事の中では「総合レッスン」と紹介されたことがあった）、当日に「ゲネプロ&本番」というパターンとなっているが、第1回公演では、本番に向けての様々な準備や、リハーサルで生じる諸問題の解決の時間を考慮し、前記の通り、本番1週間前（11月27日）にリハーサルを設定していた。
1983年12月4日、迎えた第1回公演の本番当日、指揮台に立った山本は、その場に居合わせた約7千人の聴衆に対し「私がこっち（観客席側）を向いたら一緒に立ち上がって歌うように。歌えない人はハミングだけでもいいから、みんなで参加して」と合唱への参加を呼びかけた。実際に山本が振り向いたのは「第九」終楽章の中の最も有名な“練習番号M”と呼ばれる箇所で、約6,500人の合唱団員に約7千人の聴衆をも巻き込んだ“1万余人の大合唱”がここに沸き起こった。
山本自身の理念から生まれ、本イヴェントに於ける名物として知られるようになったこの「聴衆をも巻き込んだ“1万余人の大合唱”」は、その後に合唱団の人数規模で1万人を超えるようになってからも、そして指揮者が佐渡裕に替わってからも継続されてきたが〔佐渡に替わってから数回中断されたことはあった〕、最近では聴衆に対し“練習番号M”箇所に於ける起立しての合唱を求めなくなってきている《但し、“練習番号M”部分の演奏中に、ホール内に備え付けの大型画面にカタカナ表記の歌詞を表示させる取り組みは現在も続いている》。
観客用の座席については、指定席と立見席をアリーナ内にブロック単位で設置。アリーナを囲むスタンド内の座席は、合唱団の一部もリハーサルと本番で使用するため、演奏・合唱の全景映像を収録する際にテレビカメラへ写り込まないブロックの座席を聴衆用の指定席に充てている。スタンド席から合唱に参加する予定だった団体が諸般の事情で本番に参加できなくなった場合には、その団体用に指定したブロックを他の合唱参加者への座席割り当ての変更によって埋めた後に、残ったブロックを聴衆向けに開放。開放するブロックをリハーサルで確定させてから、立見席のチケットを前売で購入済みの聴衆に限って、当該ブロック内の指定席券と交換している。前売券が発売受付の初日で完売する公演が相次いでいることに伴う措置だが、この対応は先着順・枚数限定で、チケット料金の差額を大阪城ホールの受付で支払うことを交換の条件に定めている。
2020年の第38回公演では、新型コロナウイルスへの感染拡大防止策の一環として、前述した「スモークテスト」での検証結果を基に座席の配置を例年から大幅に変更。合唱参加者の定員を例年の1/10（当初は1,000名）にまで縮小したことに伴って、例年の公演では合唱参加者の一部に割り当てられるステージ後方のスタンド席を観客席に充てることを計画していた。また、合唱団席と観客席の間に1ブロック分、観客席内の座席に1 - 2席分の間隔を設ける関係で、観客席の最大収容人員も1,000名に縮小。さらに、公演前日の総合リハーサルで合唱参加者全員に感染防止セット（首掛け扇風機、クリアマスク、消毒液など）を配布したうえで、リハーサル・本番とも、大阪城ホール内でのサージカルマスクの着用および、クリアマスクと首掛け扇風機を着用しながらの合唱を必須条件に定めていた。結局、2020年と2021年（第39回）の公演では合唱参加者や観客の入場を見送ったが、2022年の第40回公演では上記の対策を講じながら合唱参加者の入場を2,000名限定で再開している。

#### 第1回公演終了後
数々の難関を越えながら、この巨大「第九」イベントの第1回公演は成功裡に幕を下ろすことができた。この模様は、日本国内はもとより、アメリカや西ドイツ、オーストリアでも報じられた。
そして、当初1回限りの単発イベントとして企画されたこのイベントではあったが、これきりにしてほしいという本音が出てきた一方で、例えば舞台演出担当だった平野豊が、公演台本の中の司会進行の台詞のところに「21世紀まで続くことを願ってやみません」などといった言葉を書き入れてみたり、終演後の記者会見で協賛社のサントリーの佐治敬三が、記者からの「いつまで続けたいのか」という問いかけに対し、即座に「21世紀まで」と答える など、実は継続を望む声が大勢を占めていたともいわれる。また「大阪21世紀協会」の関連行事として行われたということもあって、結局翌年以降の継続が決まり、これによって後に大阪の冬の風物詩として定着していくこととなった。

### 影響（今日に至るまで）
第1回公演の後、今日に至るまでの過程の中で、このイヴェントが関西圏の文化振興に少なからぬ影響を与えていることも事実である。
これまでに多くの人々が共に歌い、感動を分かち合ってきているが、中には音楽大学に進学したり、或いはオペラの舞台の裏方になって働き始めるというケースも見られる。
さらに職場単位で参加しているところでは、音楽愛好の域にとどまらず、職場環境の改善にもつながったというケースも見られた。
そして今日に至るまでの過程の中で、レッスンの指導にあたってきている合唱指導者によっては、その指導者を慕う合唱経験者有志が集って独自に合唱団を結成し、活動を開始するというケースも見られる《清原浩斗率いる「イベント合唱団」や富岡健率いる「大阪コンソート」など》。

## 交流・メディア実績

### 国内

#### 人的交流
日本国内に於いては、主催者側の公式記録として、他地域で開催された「第九」演奏会の類に当興行合唱出演経験者有志を派遣したという事実は存在しない。ただ、当興行への合唱出演経験者各人たちが任意に東京の「5000人の第九」や広島の「第九ひろしま」に遠征参加する等の動きは散見される《今は無き名古屋の「ハート・ハーモニー合唱団」がナゴヤドームに於いて開催したコンサートにも、相当数の当興行合唱出演経験者が遠征参加した模様》。
その逆の動きとして、東京で「5000人の第九」を主催する国技館すみだ第九を歌う会が第9・16・17各回公演及び第19回公演以降断続的に「5000人の第九」合唱出演経験者有志を派遣してきている他、広島の中国放送（RCC）も第24回公演以降断続的に「第九ひろしま」合唱出演経験者有志を派遣してきている。

加えて当興行の主催者側も、1986年（昭和61年）開催の第4回公演に於いて、当時2年目を迎えていた東京「5000人の第九」合唱出演経験者有志をサントリーホールに招き、大阪城ホールと中継回線を結んで同時進行にて「第九」演奏を行っている。

#### 他地域との多元同時中継による公演催行
当興行の主会場たる大阪城ホールと国内他地域とを中継回線で結び多元同時中継にて公演催行するという企画は1984年（昭和59年）に開催された第2回公演に於いて生まれ、以降不定期ながら行われてきている。
その最初の前例となった第2回公演では、「第九」日本初演の地として全国的に知られている徳島県鳴門市に所在する博物館、鳴門市ドイツ館の正面玄関前とを中継回線で結び、そこにスタンバイした地元・鳴門市で活動する混声合唱団と共に「第九」演奏を行い、好評を得た。
これを契機に、その後幾年間にわたり、遠野の“曲がり家”（岩手県）、函館、鹿児島などが中継地として順次選定され、それらと中継回線を介しての多元同時中継による公演催行を続けてきた。
そして兵庫県南部を中心に阪神・淡路大震災に見舞われた1995年（平成7年）に開催された第13回公演では、主要被災地の一つだった神戸市内と中継回線を結んで現地合唱団との同時演奏を行うと共に、当興行史上初めて、管弦楽構成メンバーとして従前からの3団体（大阪フィル・関西フィル・京都市響）に加えて神戸市内を活動本拠とする神戸フィルハーモニックの楽団員も招かれ、4団体で構成される管弦楽による「第九」等演奏が実現した。
公演指揮者が山本直純から佐渡裕に入れ替わってからは他地域との同時二元中継による公演催行企画は途絶えていたが、第25回公演〔2007年（平成19年）〕に於いて東京・赤坂のサントリーホールと中継回線で結び、作曲家の久石譲が当興行のために書き下ろした『Orbis』を主会場と同時二元中継にて演奏する等している。

#### 東北合唱団と東北会場（1万人の第九 with TOHOKU）
前記サントリーホールとの二元同時中継実現から3年あまり経過した2011年（平成23年）3月11日、東北地方を中心とする広い地域で東日本大震災に見舞われた。特に東北地方の太平洋側に位置する岩手・宮城・福島の3県に関しては、大地震発生に大津波襲来などが重なったことを背景に、他の被災地と比較して人的被害（死者・行方不明者・負傷者）が顕著であった。
東北地方は元々“民話・童話のふるさと”として知られているが、同時に合唱活動の盛んな土地としても知られており、震災により地元合唱グループの練習場として使われてきた施設の殆どが閉鎖されたり避難所にされたりする等、皆で歌う機会を失いつつあった。
そのような状況下に置かれた東北に暮らす合唱仲間に歌う機会を提供することを通じ、東北と1995年に同じく大規模震災（阪神・淡路大震災）を経験した関西圏が相互に支え合う関係を築き上げるべく、また人と人との絆の大切さが社会全体で改めて意識されたこの年を記憶に刻み込むべく、東日本大震災に見舞われた2011年より2014年までの4年間、特に人的被害が顕著だった前記東北3県に於いて別途合唱参加者を募って合唱団をつくり、関西を中心とする地域を対象に公募・結成させている合唱団本隊と共に公演参加させていた。
これに加えて、2011年から2013年までの3年間には、「音楽の力で東北に元気を」という趣旨の下、前記東北3県のうち大地震の震源地に最も近い宮城県内に所在する文化施設を「東北会場」として別途設定、前記東北3県にて別途公募・結成された合唱団は、別途付与された「サントリー1万人の第九 with TOHOKU」というタイトルの下、その東北会場から「第九」演奏等に参加、大阪の主会場（大阪城ホール）と中継回線を介して結ぶことで両会場が一体となる形で公演が企画・催行されていた。
翌2014年の第32回公演では東北会場を別途設けなかったが、前年までと同様に前記東北3県内に於いて合唱参加者を公募して別途合唱団を結成させた上で、他の合唱団体と同様「1万人の第九合唱団」本体に団体参加させていた。

そして2015年、通常のレッスンクラスの「12回クラス」カテゴリに於いて「宮城」クラスが新設されることになり、これによって前記東北3県内を対象とする別途合唱団結成・参加の企画は事実上終結した。

##### 運営
4年間一貫して、当興行本体の主催者である毎日放送（MBS）並びに協賛社であるサントリーが、前記東北3県内に於ける合唱団別途公募・結成にも各々同じ立場で関与したほか、その東北3県各々を放送対象地域としているTBS系列局3局、IBC岩手放送・東北放送（TBC）・テレビユー福島（TUF）も関わっていた。
更に、仙台市内にてキリスト教系の女子中学・高校などを運営している宮城学院と前記東北3県各々の合唱連盟3団体──岩手県合唱連盟・宮城県合唱連盟・福島県合唱連盟──が4年間一貫して“協力”の形で関与していた。

##### 東北合唱団
前記東北3県に於いて別途公募・結成された合唱団に対しては“「1万人の第九」東北合唱団（東北合唱団）”の名称が与えられていた。
この人数規模は、別途結成初年にあたる2011年には約200名 だったのが、2012年および2013年の2年間は約300名に拡大されていた。しかし、最終年である2014年は約150名にまで縮小された。
この東北合唱団を音楽面で率いる役割を担う「副指揮者」として、4年間一貫して、当興行本体の「総監督・指揮」（第2代音楽監督）を務める佐渡裕などに指揮を師事してきているトランペッター上がりの指揮者で、兵庫県立芸術文化センターの「佐渡裕プロデュースオペラ」に合唱指揮や副指揮として参加する等の経歴をも有する矢澤定明 を招請していた。
「副指揮者」矢澤は、4年間にわたり東北合唱団の指導にあたっていたほか、東北会場が別途設置されていた2011年から2013年までの3年間には同会場に於ける公演指揮者として「第九」演奏の指揮などを任されていた。
なお、東北合唱団の結成に際しては、前記TBS系列3局（IBC・TBC・TUF）が各県ごとに合唱参加者募集やレッスン運営などを行い、最後に各県からの合唱参加者を合流させる形で合唱団を結成し公演本番（リハーサル含む）に臨んでいた。

##### 公募・レッスンのこと
先に触れている通り、レッスンについては前記TBS系列東北3局（IBC・TBC・TUF）が各県ごとに運営していた。
前記東北3県内に於いてレッスン遂行のため設置されたレッスン会場の数については、ネット上に記録として残る2012年以降で記すと、2012年と2013年には計5カ所（岩手と宮城で2カ所ずつ、福島1カ所）だったのが、合唱人員規模が前年より縮小された2014年には計4カ所（岩手2カ所、宮城と福島で1カ所ずつ）となっていた。
またレッスン回数については、同じく2012年以降の数字として、各会場とも「4〜5回」程度となっており、これは関西を中心とするエリアを対象に公募・結成される「1万人の第九合唱団」本体構成員に対し用意されるレッスンカテゴリのうちの経験者向け「6回クラス」より少ない回数となっている。このため、東北合唱団に関しては、公募を行うのに際し、関西圏や首都圏などを対象に経験不問で公募・結成させる「1万人の第九合唱団」本体とは異なり、受付対象を「第九」合唱出演経験者に限定していた《応募受付要領については、設定された一定期間内に郵送・インターネットの何れかで受付し、受付期間終了後に抽選で受講者を選び出すなど、「1万人の第九合唱団」本体に係る公募時に於ける受付要領に準じていた》。
更に、「1万人の第九合唱団」本体構成員に対して通常レッスンと共に受講が求められている「佐渡総監督レッスン」については、東北合唱団結成初年である2011年のみ宮城学院女子大学構内に所在する学生センター2階小ホールに東北3県内からの合唱参加者を集めて佐渡自身が来仙し直接指導を行うことで対応していたが、2012年以降は希望者のみ「佐渡総監督レッスン」全日程のうちの東京都内開講分（東京都内設置クラス対象）に於いて受け入れるという限定的な対応にとどめられた。
なお、2012年に限り、東北に於ける通常レッスン全日程終了後に1度だけ、東北3県からの合唱参加応募者全員を対象とする合同レッスンが別途設定され、前記「副指揮者」の矢澤が直接指導にあたっていた。

##### 東北会場（充当施設と会場運営）
前記の通り、東北合唱団結成初年の2011年から2013年の3年間に限り、大阪の主会場（大阪城ホール）とは別に東北会場が設定されていた。
この東北会場には、以下に列挙する、何れも宮城県内に所在する施設が充当されていた。
- 2011年（平成23年；第29回） - 宮城学院女子大学講堂《仙台市青葉区桜ヶ丘》[122]
- 2012年（平成24年；第30回） - 名取市文化会館大ホール《宮城県名取市増田字柳田》[123]
- 2013年（平成25年；第31回） - 仙台サンプラザホール《仙台市宮城野区榴岡》[124]

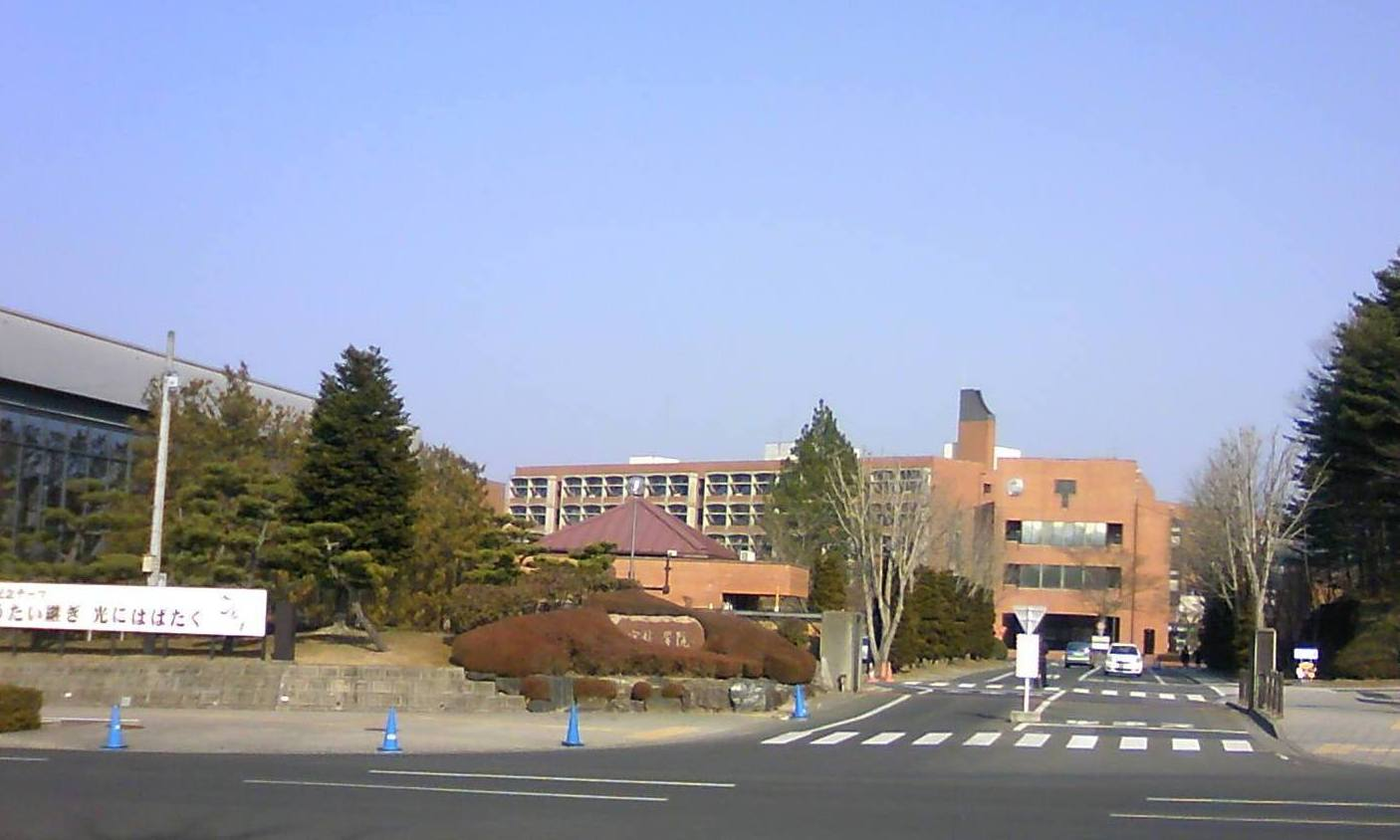
2011年開催の第29回公演に係る東北会場として使用された宮城学院女子大学講堂（写真は同女子大学正門）

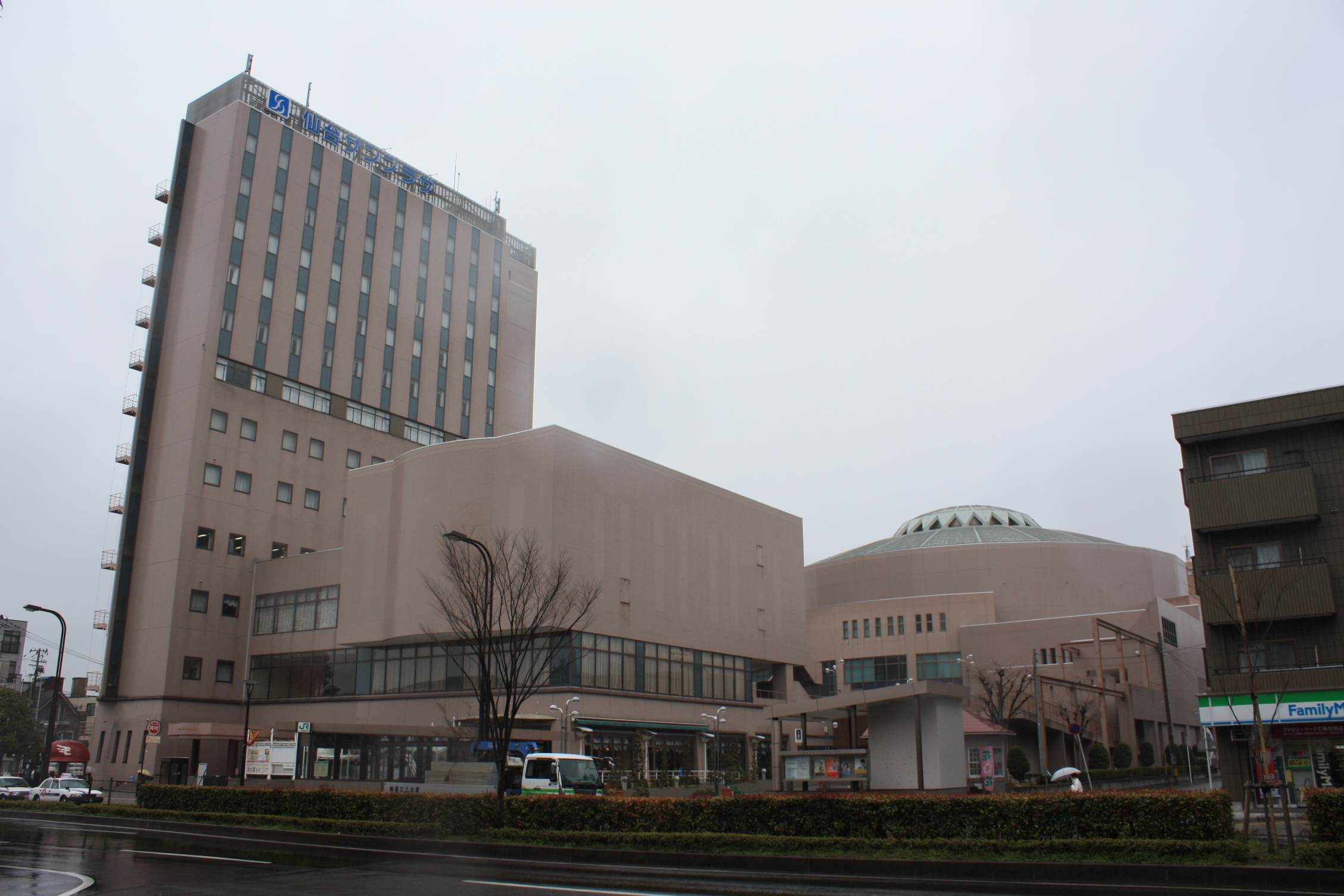
2013年開催の第31回公演に係る東北会場として使用された仙台サンプラザ

実際の公演催行に際しては、大阪の主会場と年毎に東北会場として定められた上記施設とを中継回線でつなぎ、両者の同時中継により公演を進行させていた。このため、東北会場には主会場内部の模様を映し出すための大型モニターが設置されていたほか、東北会場に於ける司会進行役も別に配置していた。
東北会場に於けるプログラム構成は、基本的に大阪の主会場（大阪城ホール）に従属する格好となっており、中でも当興行本体のメインに位置づけられている、公演後半（第2部）で施行される「第九」演奏に於いては、主会場から送られてくる佐渡指揮による「第九」演奏光景をとらえた映像に合わせて、前記「副指揮者」の矢澤が、東北会場に於ける公演指揮者として、東北合唱団を佐渡が指揮する「第九」演奏へと導いた。
一方で東北会場では、公演年により、大阪の主会場に於いて招請される第1部ゲスト出演者とは別の著名アーティストを東北会場に於けるゲスト出演者として独自に招請しており、主会場に於いて組まれる公演演目に追加する形で彼らによる東北限定の演目が組まれていた。
なお、東北会場に於ける司会進行役ならびに第1部ゲスト出演者を下表にて示す。
| 公演回（年）     | 東北司会進行役                | 東北第1部ゲスト出演者      |
| ---------------- | ----------------------------- | -------------------------- |
| 第29回（2011年） | 藤沢智子（TBCアナウンサー）   | Le Velvets、Rake、森久美子 |
| 第30回（2012年） | 菊地舞美（TBCアナウンサー）   | 平原綾香                   |
| 第31回（2013年） | 名久井麻利（TBCアナウンサー） | 華原朋美、Le Velvets       |

##### ドキュメンタリー番組放映、そして音楽（映像）ソフトへの収録
例年公演終了後の後日に実施される当興行に係る地上波向けドキュメンタリー番組の放映について、1983年（昭和58年）の当興行創始以来、公式には相当数の局がネットした開始初期を除きJNN基幹局5局（制作局のMBSおよびHBC・TBS・CBC・RKB）による限定全国ネットにより放映され、東北地方各県を放送対象地域とするTBS系列各民放局などでは放映は行われないことになってきていたが、前記東北3県内からの合唱参加者を対象とした東北合唱団の結成そして東北会場の別途設定が始まった2011年以降、その東北3県各々を放送対象地域とするTBS系列民放局、IBC・TBC・TUFの3局も新たに公式放映局として、当興行本体の主催者で番組制作局でもあるMBSとの同時ネットによるドキュメンタリー番組の放映を実施するようになった。2015年以降はIBCとTBCの2局で、同時ネット形式による放送を実施している。
一方で、被害程度に於いては前記東北3県には及ばないものの同じく東日本大震災に見舞われた山形県 を放送対象地域とするTBS系列民放局、テレビユー山形（TUY）に於いても、少なくとも2010年頃から毎年、非公式ながらドキュメンタリー番組の放映を続けている《詳細は「地上波向け番組の放映について（公式放映局以外）」を参照》。
以上ドキュメンタリー番組の放映のほか、公演会場内限定で予約販売されているライヴ収録音楽（映像）ソフトにも、「第九」演奏を初めとする当興行本体との共通演目と共に、東北限定演目の一部も収録されてきている《ライヴ収録音楽（映像）ソフトについては「ライヴ収録音楽ソフト・音楽配信」を参照》。

#### メディア露出実績
前記で触れているドキュメンタリー番組放映を除くテレビへの露出実績として、まず公演終了直後に放映される、主催者であるMBS自身が制作する『MBSニュース』の中で当興行開催が報じられる他、公演翌日以降に放映される『THE TIME,』や『ひるおび!』、『情報7days ニュースキャスター』〔以上TBS系列〕、『めざにゅ〜』、『めざましテレビ』〔以上フジテレビ系列〕等のワイドショー番組に於いてもとりあげられている《小倉智昭が司会進行を務めていた頃には、公演翌日以降、彼自身がメインキャスターを務めるワイドショー番組『とくダネ!』の中でとり上げられることもあった》。
一方、新聞系メディアへの露出実績では、MBSと友好関係にあり当興行の後援者の一員に名を連ねている毎日新聞と、毎日新聞と同じく毎日新聞GHDの傘下にあり同じく当興行の後援者の一員に名を連ねているスポーツニッポンの毎日系列2紙を初め、朝日新聞、産経新聞、共同通信、日刊スポーツ、デイリースポーツ等でもとりあげられている《毎日系列2紙を除き、公演回により報道元メディアの変動有り》。
ちなみに、毎日系列の2紙以外のメディアでは、公演回ごとに招かれるゲスト出演者（2013年の第31回以降は朗読ゲスト）を切り口にして報道。毎日系列の2紙では、公演の開催自体にも触れている。2017年の第35回公演では、朗読ゲストの小栗旬が小栗哲家（1997年の第19回公演から佐渡の依頼で音楽監督を務める舞台監督）の次男であることにも焦点が当てられた。

### 海外
日本国外に向けての人的交流は、1984年（昭和59年）開催の第2回公演終了後に企画・実施されたウィーンへの演奏旅行に始まる。
当時、当興行の合唱指導者として名を連ねていた櫻井武雄と清原浩斗が中心となり、音楽の都として且つ「第九」世界初演の地として知られるオーストリアのウィーンに当興行の合唱経験者有志を引き連れての「第九」演奏旅行を企画、同国のリンツで活動する一流オーケストラとの共演による「第九」演奏を行い、好評を得た。

この演奏会が橋渡しとなって、翌1985年（昭和60年）開催の第3回公演に於いてウィーン文化局の局長が招かれ、ステージ上でウィーン市長からのメッセージが場内に伝達されると共に、その後の主催者側からの要請に応える形で、その3年後の1988年（昭和63年）開催の第6回公演に於いてウィーン市民による合唱団の招請が実現することとなった。
アマチュア合唱団が各地に点在する日本と違い、1980年代当時のウィーンにはアマチュア合唱団が存在せず、前出のウィーン文化局局長が中心となって地元・ウィーンにて急遽公募を実施、オーディションを経て合唱団を結成し、当時の公演指揮者・山本直純による現地でのレッスン等を経て来日、「ウィーン室内合唱団」名義にて第6回公演のステージに臨んだ。昭和天皇の病状悪化の影響で予定曲目の一部変更を余儀なくされたものの、『ねむの木の子守唄』を初めとする日本の歌や『菩提樹』を初めとするドイツ語圏の歌を、ヴォリューム感あふれた、それでいて澄み切った声調で歌い上げ、ホール内を埋めた聴衆などを魅了した。
こうした海外からの合唱グループ招請は、その後も第7回（ボン）・第8回（ベルリン）・第13回（ブリスベン）の各公演へと断続的ながら継続されていった。

中でも第7回公演（1989年；平成元年）に於いて「第九」を作曲したベートーヴェンの出生地であるドイツのボンから一般市民による合唱団（名義は「ボン市フィルハーモニー合唱団」）を招請した際には、第6回に於ける「ウィーン室内合唱団」の場合と同様、当時のボンにも一般市民による常設のコーラスグループが存在しなかったためボン市当局が奔走して当興行のため現地市民から急遽募って合唱団を編成したのだが、公演の模様などをドイツの公共放送局の一つZDFが取材しドイツ語圏3カ国（ドイツ・オーストリア・スイス）共同の衛星放送チャンネル3satを通じて欧州のドイツ語圏に向けて放送されたことから、当興行が欧州内に於いても話題となった。
そして第15回公演（1997年；平成9年）に於いてウィーン少年合唱団（シューベルト・グループ）の招請が実現することになったわけであるが、その前年に開催された第14回公演（1996年；平成8年）に於いてはアジア地域からの留学生たちで合唱団をつくり、迎え入れている。
1999年（平成11年）の第17回公演に於いて公演指揮者が現在の佐渡裕に交代されてからは、佐渡自身と交流のある海外アーティストを招請するようになってきている。海外からの合唱グループ招請についても、佐渡の指揮者就任以降いったん途絶えていたが、第34回公演（2016年;平成28年）からオーストリアの合唱グループを招いている。
海外メディアによる露出実績としては、前記でも示しているように第1回公演終了後アメリカ・西ドイツ（当時）・オーストリアの各国で報じられた他、公演指揮者が佐渡に引き継がれて以降も、第28回公演に於いてはドイツZDFが、そして第29回公演に於いては独仏共同出資によるテレビ局アルテ（Arte）及びアメリカの放送事業者CBSが、それぞれ取材に訪れ、公演終了後、各々が制作するニュース番組などに於いて本イヴェントを紹介した《Arteについては東北会場にも取材に訪れた模様》。
佐渡は、ウィーン・トーンキュンストラー管弦楽団の音楽監督へ就任した2015年（平成27年）に、当公演と同じ趣向で「第九」を演奏するコンサートを企画。一般からの合唱参加者を交えた500名の合唱団による「第九」特別公演（通称「500人の第九」）を、同年からウィーンで定期的に（2017年からは年に1回）開催している。2018年（平成30年）4月19日には、第3回公演を、ウィーン楽友協会で初めて開催。近畿日本ツーリストによるウィーン市内観光ツアーとの連動企画として、前年の「1万人の第九」第35回公演の合唱参加者から、参加希望者を募ったうえで抽選で34名を出演させた。MBSテレビでは、第3回公演のダイジェストに佐渡への密着ドキュメントを交えた特別番組『海を越えた感動　1万人の第九特別編2018』を、2018年6月10日（日曜日）の25:25 - 26:20に関西ローカルで放送。『1万人の第九2017 ～日本中の想いが集う日～』にリポーターとして出演していた玉巻が、「1万人の第九2018」合唱団員の募集告知を兼ねてナレーターを務めた。
2018年の第36回公演には、オーストリアの合唱グループに加えて、キュウ・ウォン・ハンと関係の深い韓国の合唱グループが初めて参加した。その一方で、新型コロナウイルスへの感染が世界規模で拡大している2020年（令和2年）以降の公演では、海外からの合唱グループの参加を一切見合わせている。
なお、2019年にシリアで制作されたドキュメンタリー映画（第92回アカデミー賞・長編ドキュメンタリー部門ノミネート作品）の『ザ・ケープ（The Cave）』では、2018年以前に佐渡が指揮した当公演（詳細不明）の収録映像から一部のシーンを使用。戦時下のシリアにおける地下病院の女性医師に密着した作品であることから、映像の使用に際しては、「我々には麻酔はないが、音楽がある」というナレーションが添えられた。

## 他分野に与えた影響
能楽師の松野浩之は「『1万人の第九』のように、一般市民から参加者を募って、全員で声をそろえて謡うイベントを催せば、能に親しむ切っ掛けを作れるのではないか」という思いから、一般市民100名から200名程度が謡に参加するイベント「能楽大連吟」を立ち上げた。

## その他

### 楽譜
合唱団員向けには特別装丁による合唱用楽譜が用意されているが、これは市販されている『第九楽譜 歓喜の歌 ドイツ語版』（ショパン）をベースにして装丁されているものである。現在では実費にてレッスン会場にて販売されているが、かつては無料で配布されていた。この無料配布時代には、回ごとに表紙を変えていた（表紙に西暦年の下2桁も刷り込まれていた）。
オーケストラ向けについては、創始当初は楽団員各自が持参したパート譜に指揮者からの指示などを書き込むといった従来の方法を採っていた。しかし、当時でも国内の年末「第九」演奏は相当数に上っており、演奏回毎に書き込みしたり消したりという手間の問題等もあって、第2回公演以降は「1万人の第九」用に事務局にてパート譜を用意するようになった。

### 参加料・記念品
現在、当興行への合唱参加に際しては、参加料が必要となっている。

参加料の支払いについては、第27回公演までは、初めてレッスンに出席する際、レッスン会場に当選通知と共に直接持参させていたが、第28回公演以降は、抽選結果発表日から一定の期間を設定し、その期間内に当選が決まった応募者に対して主催者側に於いて指定する口座宛てに予め送金するよう求められるようになってきている。
なお参加料自体に関しては、当興行の開催初期には無料で合唱参加出来ていたほか、創始から数年間には主催者から記念品の進呈も併せて行われていた《記念品の内容については公演年毎に異なっていた》。
尤も記念品進呈自体に関しては、最近でも、協賛社サントリーが展開している「キッズ・ドリーム・プロジェクト」の一環として、子ども限定ながら行われてきているが、第22回公演に於いては、協賛社サントリーが、当時全国発売を始めたばかりの「健康緑茶フラバン茶」 の宣伝も兼ねて、当該公演に係る総合リハーサル出席者に「フラバン茶」350ml入りペットボトル1本を無料で配布していた。第37回公演（2019年）でも、総合リハーサル参加者へのメッセージを添えた「サントリー天然水」ペットボトル1本の無料配布を、参加者全員に向けて実施している。
第33回公演（2015年）から第35回公演（2017年）まで当興行に協賛していたカンロ は、同社の製品である「ボイスケアのど飴」の無料配布を協賛初年から開始。合唱学習者向けプロモーション の一環として、レッスン受講者を対象に各レッスン会場で無料配布を順次実施しているほか、公演の本番当日には観客にも試供品を配布していた。さらに、2017年の第35回公演当日には、第35回記念のピンバッジを合唱参加者・出演者全員に無料で配布。本番では、全員にピンバッジの着用を求めていた。

### 「総合リハーサル」の公開
公演指揮者が山本直純から佐渡裕に引き継がれて以降、第1部ゲストとして著名なアーティストを招請するようになったことも相俟って、最近では当興行に係る公演チケット（一般入場券）が発売開始当日のうちに売り切れることが珍しくなくなってきている。
こうした状況に対し、佐渡に公演指揮者が引き継がれてからの一時期、本番前日に行われる「総合リハーサル」を一般に公開することもあった。

この「総合リハーサル」公開に際しては専用のチケット（リハーサルチケット）が別途発売され、公開される年に於ける合唱参加者を対象に限定販売していた。
「総合リハーサル」は2012年（平成24年）の第30回公演まで公開されていたが、翌2013年（平成25年）以降の公演では非公開で実施。2020年（令和2年）・2021年（令和3年）の公演では、新型コロナウイルス感染症流行の影響で、一般からの合唱参加者と観客による大阪城ホールへの入場自体を見合わせていた。2022年（令和4年）公演での再開に際しては、「総合リハーサル」への参加者全員を対象に、大阪城ホールのエントランス前などでPCR検査をあらかじめ実施。陰性反応が出た場合に限って、ホールへの入場と「総合リハーサル」への参加を認めている。

### 「主催者側・合唱参加者等」間のコミュニケーションのこと
インターネット上からの合唱参加応募受付が開始される2年前にあたる2001年に開催された第19回公演に於いて、従前からの公式サイトとは別に『佐渡裕と10,000人の交換絵日記』と呼称されるコミュニティサイトが新たに開設された《現在、第19回公演から2011年開催の第29回公演までの各公演回それぞれに係る開設分について、それらの一部がインターネットアーカイブ内に、テキストデータ部分を中心に、残存している（公演回によっては画像データ部分も残存）》。
この『佐渡裕と10,000人の交換絵日記』は合唱参加者等から寄せられたメールとそれに対する主催者側からのメッセージ、及び主催者側関係者による日誌（レポート）が中心となっているが、公演回により、ゲスト参加者として関わる著名人からのレポートや、レッスン会場等で収録された短時間の動画、更には自主練習のためのパート別レッスン音源が掲載されることもあった。
『交換絵日記』には主催者側関係者の身代わりとして設定されたキャラクターたちが登場し、サイト全体を盛り立てていた。この登場キャラクターたちについては、開設初期には公演指揮者の佐渡と主催者・MBSのスタッフ“9ちゃん”の2人のみだったのが、第26回公演（2008年）以降徐々に増やされ、佐渡とMBSスタッフ（前記“9ちゃん”の他に2人程度）に加えて「ルードヴィッヒ」と名付けられた犬も加わるようになっていた。
『交換絵日記』は第30回公演（2012年）までの毎年、レッスン開始時期に前後して別途開設され、公演期日を経て大晦日まで運営されていた《具体的な開設時期については、開設初期には“9月中旬から下旬にかけて”であったのが、その後“8月中旬”に開設されるようになってきていた》。
その後、第31回公演（2013年）よりTwitterとFacebookに於いてそれぞれ公式ページを開設、同時に公式サイト上にメール投稿窓口（ボタン）が設置され、ここからのメール投稿分の中からFacebook内公式ページ上に掲載されるというプロセスを開始した。これにより『交換絵日記』はその役割を終えることとなった。

### ギネスブックへの登録申請
創始当時、前代未聞の合唱団規模を誇るコンサートとなったこともあり、ギネスブック（現：ギネス・ワールド・レコーズ）への登録を申請する動きも見られたが、現在に至るまで、正式に登録されたという話はまだ伝わっていない。

### 表彰・受賞
第38回（2020年）の公演と特別番組に対しては、公益法人日本マーケティング協会から「第13回日本マーケティング大賞」の地域賞、一般社団法人日本ポストプロダクション協会から「JPPA AWARDS 2021」音響技術部門の審査員奨励賞が2021年に相次いで授与された。日本マーケティング協会が「マーケティング・プロジェクトとして優れていることに加えて、地域の特徴を活かして地域活性化に資する事業である」、日本ポストプロダクション協会の審査員が「1万人以上の投稿動画の歌声にシンクロ処理と整音処理を施したこの作品こそ、JPPA AWARDSに相応しい」と評価したことによる。さらに、一般社団法人日本映画テレビ技術協会が表彰する第74回（2020年度）の映像技術賞を、音声・編集の2部門で受賞している。その一方で、毎日放送が第37回（2020年）公演のダイジェストと第38回公演の告知を兼ねて2021年5月10日の未明（9日の深夜）に関西ローカルで放送した『1万人の第九2020　抱き合おう世界中の人々よ』も、2021年の日本民間放送連盟賞・テレビ教養番組部門で優秀作品に選ばれた。